# Balkány
Balkány (a 20. század elején 1945-ig Nyírbalkány) Szabolcs-Szatmár-Bereg vármegye negyedik legnagyobb területű települése, a Nagykállói járás városa. Első írásos említése 1214-ből származik a Váradi regestrumban. A település később a Gutkeled nemzetség birtoka lett, a középkori történetének legjelentősebb emléke a mai református templom. A török hódítások során a környék jelentős pusztítást szenvedett, de a törökök kiűzése után a falu gyorsan újjáépült. A Rákóczi-szabadságharc idején a helyiek aktívan részt vettek a küzdelmekben, majd a 18. és 19. század folyamán a falu fokozatosan fejlődött. Az 1950-es megyerendezésig Szabolcs vármegye Nagykállói járásához tartozott. 1971-ben nagyközségi, majd 2004-ben városi rangot kapott.
Népessége 2024-ben 5840 fő volt, a korszerkezetet tekintve elöregedő település. A lakosság egynegyede a kiterjedt tanyavilágban él, amely 24 „élő” tanyából áll. Nevezetességei a Gencsy-kastély, a Gödény-kúria, melyben rendőrőrs működik, valamint a Csiffytanyán található mamutfenyő. Mentőállomás 2001-től működik a városban a Megyei Mentőszervezet tizennegyedik mentőállomásaként. A város híres szülötte Benedek János újságíró, költő, nemzetgyűlési képviselő, Hajdu Frigyes műfordító, Várdy Huszár Ágnes professzor, irodalomtörténész és regényíró, illetve Madár János költő, író.

## Nevének eredete
A neve a balkány vizenyős, lápos hely jelentésű tájszóból származik, amely valószínűleg a törökből került a nyelvünkbe. Más források szerint a geszterédi csata idején Szent László király és Bali kán ütközött meg egymással, és a városnév Bali kán nevének módosulata.

## Földrajza
Domborzati viszonyai a Nyírségre jellemzőek, a terület enyhén nyugat felé lejt. Magasabb pontjai:
- A legmagasabb pont: 169 m (Kismogyoróstól északkeletre 500–600 m-re)
- Szőlő-hegy: 154 m (Balkány)
- Gyűrűs-hegy: 160 m (Csiffytanya)

Finánc tag nevű városrészről keletre 1 km-re található a 173 m magas Sós-hegy, azonban ez a pont már Nyíradony területén helyezkedik el.

### Megközelítése
Balkány a Nyírségben, Nyíregyházától délkeletre közel 27 km-re, Debrecentől északkeletre 40 km-re, Nagykállótól 14 km-re, az M3-as autópálya 234-es csomópontjától délkelet felé, 20 km-re helyezkedik el. Területe délen nagy távolságra terjed, a Hajdú-Bihar vármegyei Nyíradonnyal és Hajdúsámsonnal határos, 24 tanyájának túlnyomó része ezen a területen található. További szomszédai nyugaton Geszteréd, északon Nagykálló, Biri és Kállósemjén, keleten pedig Szakoly.

### Növényzete

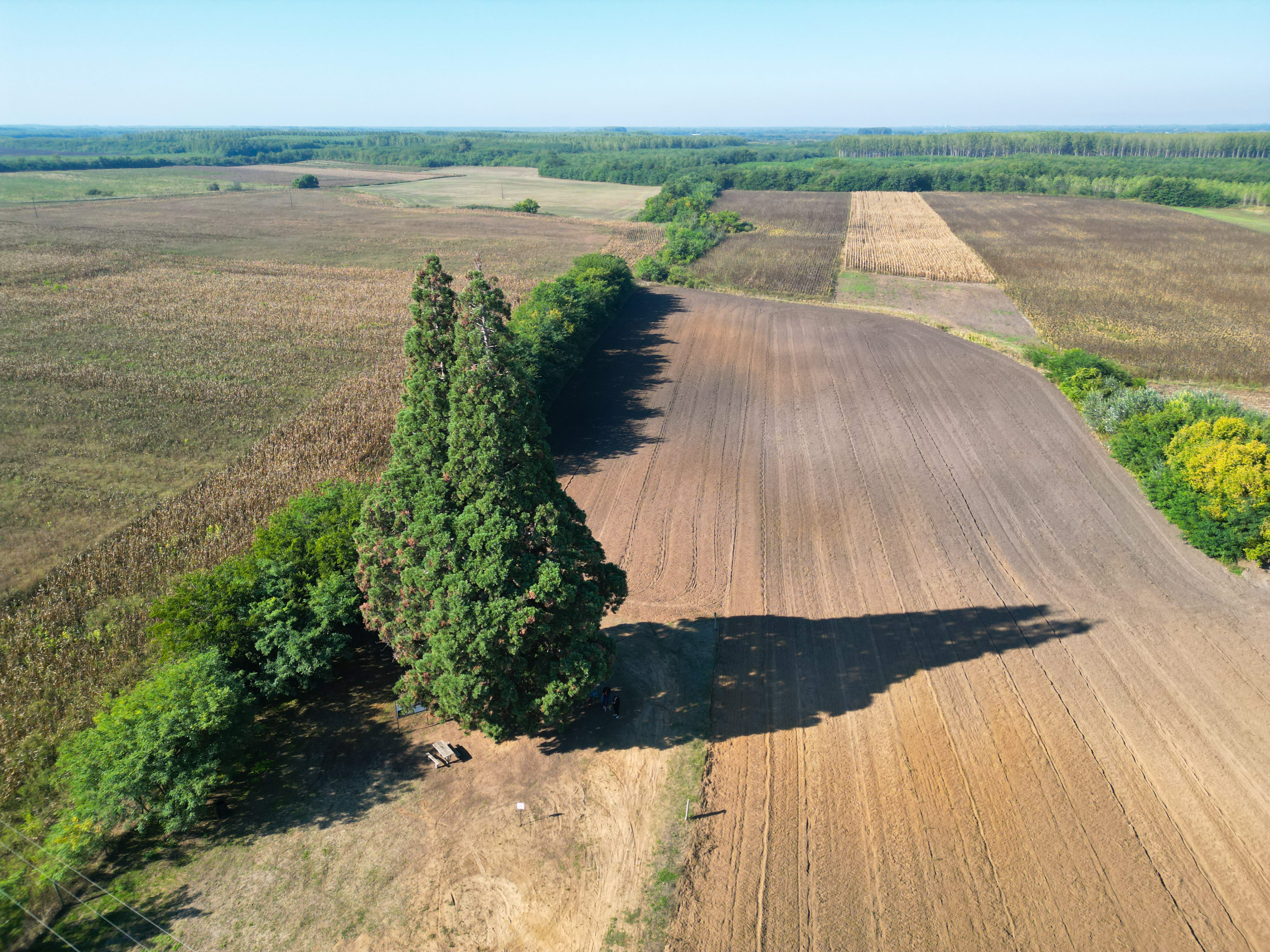
A mamutfenyő Csiffytanyán

Felszínét kovárványos barna erdőtalaj, humuszos homok, helyenként réti talaj fedi. Erdőtársulásait akácosok és nyárfások alkotják egy kevés tölgy- és fenyőerdővel. Helyenként éger-, fűz- és nyírfacsoportokat is találunk. Növénytani ritkaság a Csiffytanyán álló mamutfenyő, amit 1860 körül ültetett Finta József balkányi lakos. A fa koronáját, amit 1968-ban egy villám kettéhasított, ma vasabroncsok fogják össze. A fenyőt 1989-ben a Természetvédelmi Hivatal védetté nyilvánította, 2015-ben pedig az Év Fája verseny magyarországi döntőjében a második helyezett lett.

### Éghajlata
A Nyírség éghajlata – és így Balkányé is – mérsékelten meleg: az évi napsütéses órák száma 2000, tehát több, mint az ország nyugati részén, de kevesebb, mint az Alföld déli felén mért 2100 óra. A középhőmérséklet 9,5–9,6 °C. Leggyakoribb az északkeleti és a délnyugati szél. A 19. századi belvízrendezési tervek gyökeresen megváltoztatták a település hidrológiai viszonyait, de még ma is vannak állandóan vagy időszakosan vízzel, nádasokkal borított határrészek. A város határában található egy mesterséges halastó, a Téglagödör.
| Hónap                        | Jan. | Feb. | Már. | Ápr. | Máj. | Jún. | Júl. | Aug. | Szep. | Okt. | Nov. | Dec. | Év   |
| ---------------------------- | ---- | ---- | ---- | ---- | ---- | ---- | ---- | ---- | ----- | ---- | ---- | ---- | ---- |
| Rekord max. hőmérséklet (°C) | 2,2  | 4,7  | 10,6 | 17,4 | 22,2 | 25,6 | 27,4 | 27,4 | 22,2  | 16,1 | 9,8  | 3,5  | 27,4 |
| Átlaghőmérséklet (°C)        | −0,9 | 0,8  | 5,7  | 12,1 | 17,1 | 20,7 | 22,5 | 22,3 | 17,2  | 11,4 | 6,0  | 0,7  | 11,4 |
| Rekord min. hőmérséklet (°C) | −3,8 | −3,0 | 0,9  | 6,3  | 11,3 | 15,3 | 17,1 | 16,7 | 12,2  | 7,0  | 2,6  | −1,9 | −3,8 |
| Átl. csapadékmennyiség (mm)  | 37   | 42   | 42   | 56   | 73   | 75   | 81   | 60   | 60    | 54   | 51   | 50   | 681  |
| Átl. páratartalom (%)        | 80   | 77   | 68   | 60   | 60   | 60   | 61   | 59   | 63    | 73   | 79   | 81   | 68   |
| Napi napsütéses órák száma   | 4    | 5    | 8    | 10   | 11   | 12   | 12   | 12   | 9     | 7    | 5    | 4    | 8    |
| Forrás: Climate Data         |      |      |      |      |      |      |      |      |       |      |      |      |      |

## Története

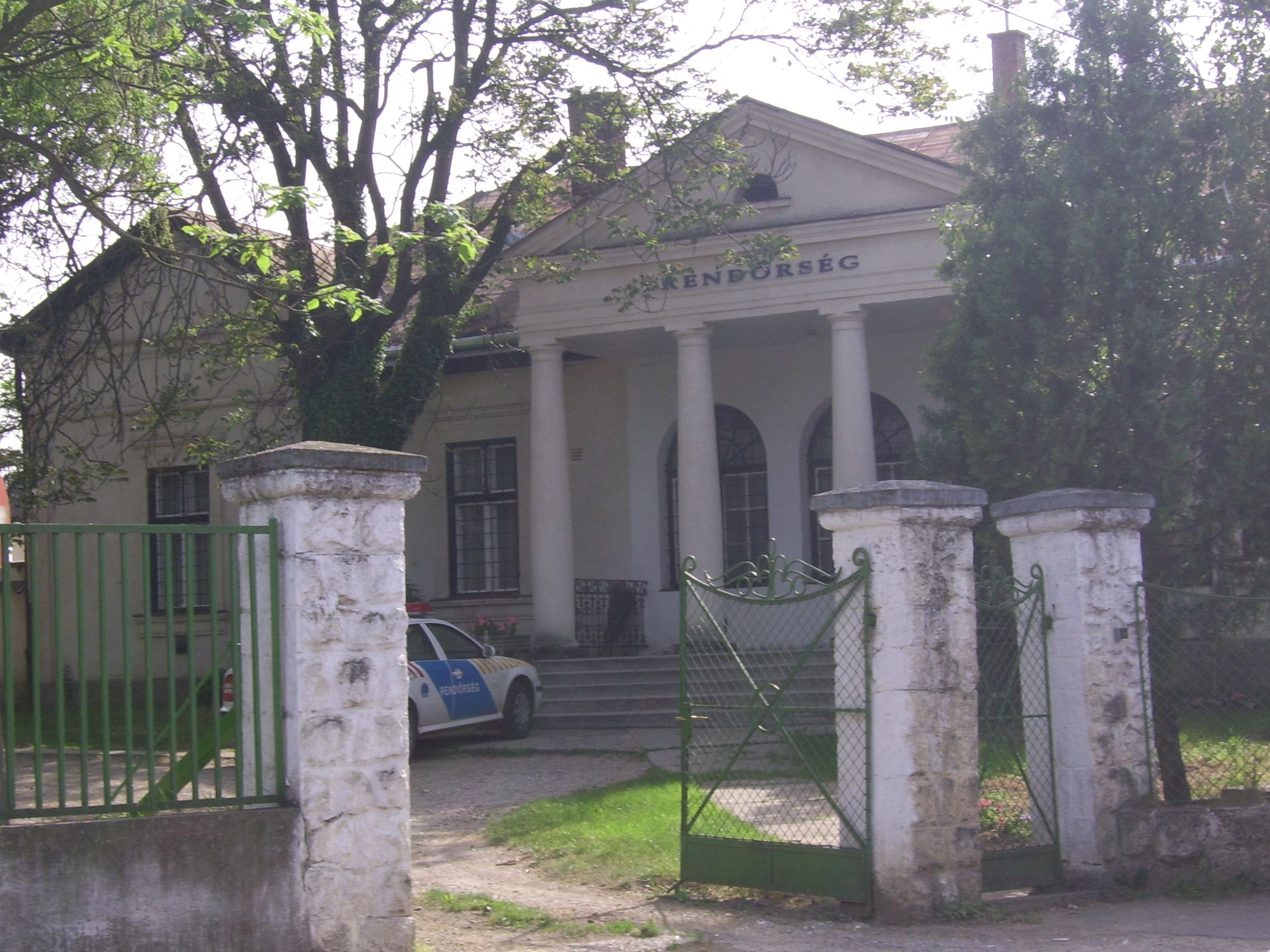
A Gödény-kúria, a rendőrőrs épülete

Balkány mint lakott település először 1214-ben szerepelt a Váradi regestrumban. Őslakosai kazárok és szlávok voltak, akik beolvadtak a honfoglaló magyarok közé. A lakosság a terület magasabb pontjain telepedett le. Az alacsonyabb helyeken található, a Nyírségre egykor igen jellemző áthatolhatatlan nyírvizek védelmet nyújtottak az ellenséggel szemben. A falu 1328-ban már templommal rendelkezett, András nevű papját említi a tizedjegyzék. A mai református templom homlokzata román kori nyomokat is őriz. A tulajdonosa gyakran változott: 1417-ben az álmosdi Csire családnak voltak itt birtokai. 1430-ban földesurai a Kállay család tagjai voltak, majd a Czudar családé lett. 1440-ben a Rozgonyiak vették zálogba a Czudar családtól, 1475-ben pedig már a petri Ders családot találjuk itt mint birtokost. 1477-ben a település birtokosa a Szokoly család volt.
Nagykálló várának felépítése (1570–1573) nagyban befolyásolta a település fejlődését, hovatartozását. A törökök Nagykállót 1578-ban el akarták foglalni, és a csata küzdőtereként Balkány egyik tanyája, Görénypuszta környékét választották. A vár elfoglalása nem sikerült a török hadnak, azonban a környék szinte minden falvát elpusztították, kirabolták. Balkány, Guth, Szakoly és a szintén balkányi határban fekvő, de a pusztítás után fel nem épülő Görény, valamint Perked községek teljesen elnéptelenedtek. Aba ekkor – a szájhagyomány szerint a török basa szeretőjének birtokai voltak itt – elkerülte a pusztulást. A törökök kiűzése után a település gyorsan felépült és megerősödött, Aba népe is a védettebb Balkányba települt át.
A Rákóczi-szabadságharc Balkányt is érintette. A lakosok közül 83 lovas (5 kompánia) és mintegy 70 gyalogos katona állt a fejedelem zászlaja alá. Részt vett a szabadságharcban Gencsy Zsigmond földesúr is, aki előbb (1703–1705) Károlyi Sándor mezei lovasezredének, majd 1705 őszétől haláláig a korábbi Kaszás Pál-féle lovasregimentnek volt a parancsnoka. Gencsy Zsigmond az 1706. augusztus 10. előtti napokban esett el a Karika-hágó mellett vívott összecsapásban. A Gencsy családnak kiterjedt birtokai voltak itt a 18. században. Kastélyuk, a Gencsy-kastély ma is áll. 1715-ben a vármegye lakossága mindössze 26 324 lélek volt. Ebből Balkányra kb. 1000-1200 lakos jutott.
Az 1720. évi regnicolaris összeírás szerint 20 lakott jobbágytelke volt, lakói használták az akkor még lakatlan Szakolyt és az azóta is puszta Abát. Az 1772-i úrbérrendezés során az előbbi századbeli birtokosai közül már senkit sem találtak itt. Tizenegy nemes birtokosa közül a gróf Barkóczy, Gencsy és Pribék családnak volt benne nagyobb része. Lakói: 19 telkes jobbágy és 10 házas zsellér, akik 9 hétnyolcad telket használtak.

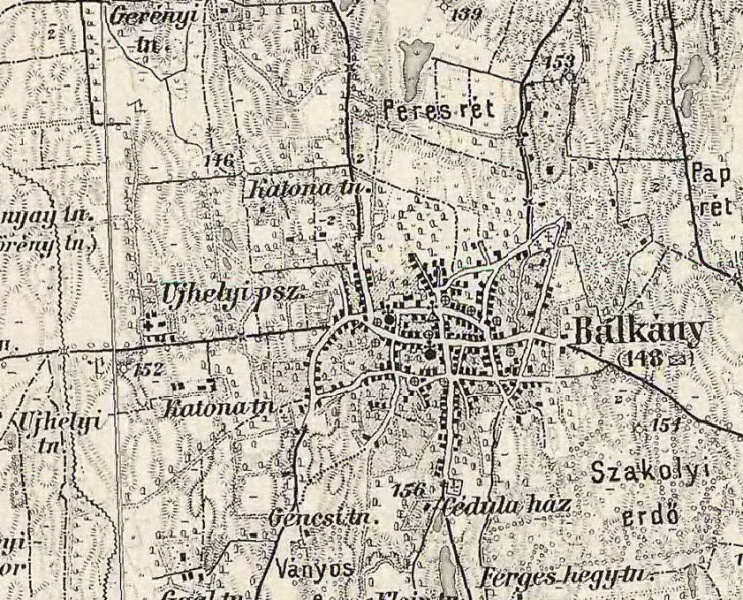
A III. katonai felmérés térképe (1869–1887)

1839-ben a vármegye egyik legnagyobb faluja volt 3006 lélekkel. 1844-ben tagosítást hajtottak végre: eszerint a nemesi jogon bírt földterületeket teljesen elkülönítették az úrbéres birtoktól. Az úrbéres illetményeiket a biri határ felől eső határrészen a nagykállói és perkedi út között kapták meg. Balkány népessége ekkor már megközelítette a 3000 főt. Az 1848–49-es forradalom és szabadságharc idején kb. 30 főt toboroztak Balkányból katonának. 1849 januárjában a helyi református gyülekezet felajánlotta templomuk harangját ágyúöntés céljára.
1848-ban 438 zsidó élt Balkányban, a legtöbbjük kereskedő volt, de jelentős volt a kézművesek és az iparosok száma is. Feltűnően magas volt közöttük a kultúrával, hitélettel foglalkozók aránya. Orvosa 1850 óta van Balkánynak. Az első orvosok: Weinberger Herman, László Elek, Bauer Lőrincz és Leitner András voltak. 1855 körül dalegylet alakult. 1858-ban létesült a posta. A heti vásárok jogát 1859-ben kapta a település. Az első gyógyszertár 1864-ben nyílt meg, a gyógyszerész Kékesi Imre volt. 1870-ben Balkánynak 413 háza és 3997 lakosa volt, határa 14 421 kataszteri hold. A kiegyezés után is folytatódott a fejlődés: 1875-ben olvasóegylet, 1877-ben gazdakör, ugyanebben az évben az iparos ifjúság számára olvasókör alakult.
1878-ban Balkány országos vásártartási jogot kapott, a vásártér a mai Kossuth-kert helyén volt. 1880-ban kisebb földrengés rázta meg a települést, a házak kéményei is ledőltek. A postához 1893-ban távírdát kapcsoltak. 1897-ben alakult meg a helyi takarékpénztár. 1900-ban 444 házban 4390 lakos élt, 15 527 kataszteri hold területen. 1909-ben megnyílt a környék első óvodája Balkányban, ahol az óvónő Szentgyörgyi Amália volt. 1910-ben létesítették a postán az első távbeszélőállomást. A 19. század végén az évi népszaporulat meghaladta a 100 főt.

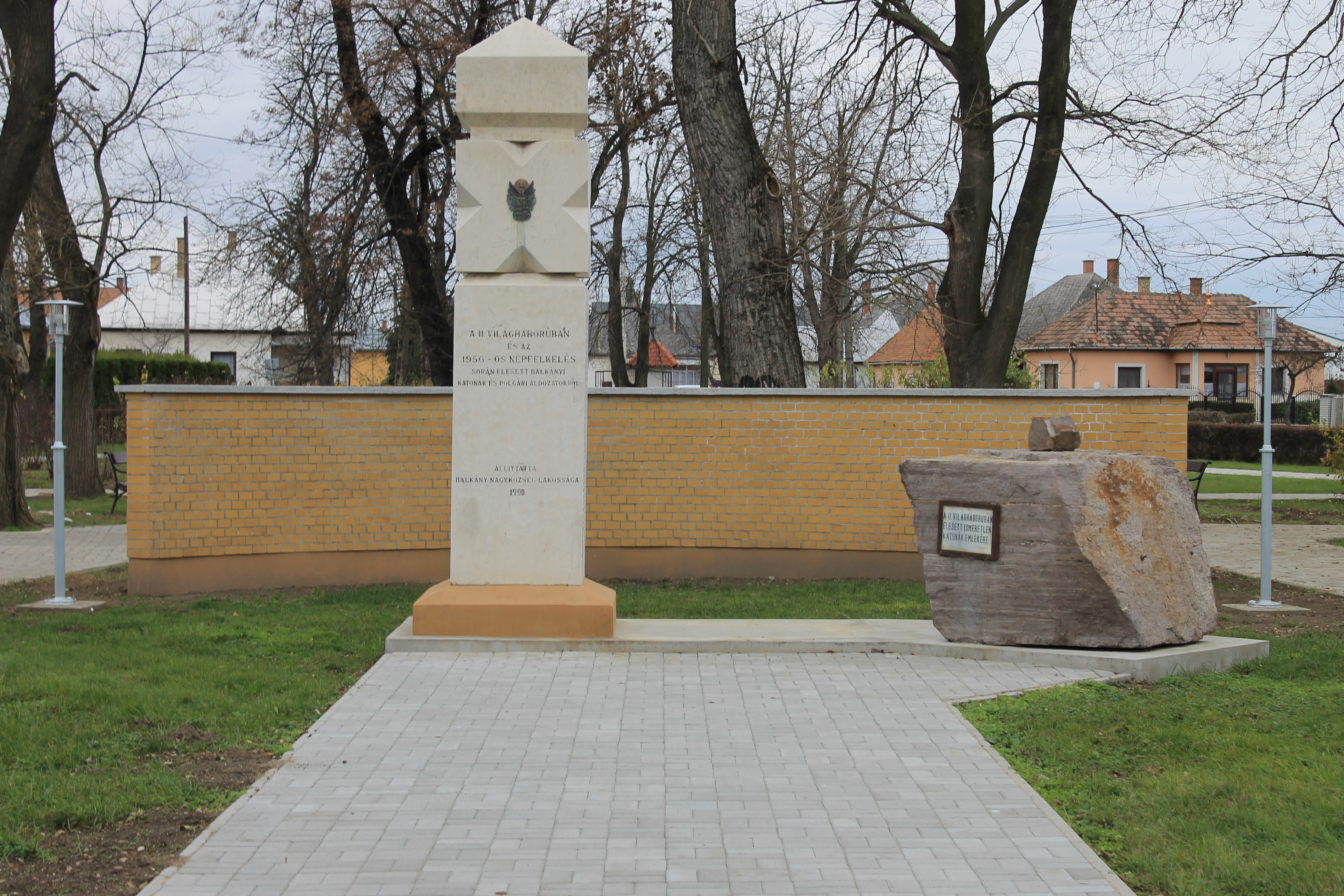
A második világháborúban és az 1956-os forradalomban elesett balkányiak emlékműve a Kossuth-kertben

Az első világháborúban 385 balkányi lakos teljesített katonai szolgálatot. Ebből 107 rokkant lett, 72-en meghaltak. A földreform törvény keretében 1922-ben Balkányban is volt „földosztás”. A Gencsy- és Lónyai-birtokból osztottak szét néhány hold földet a leszerelt katonák között. A második világháborúban Balkány férfilakosai közül 900-an vettek részt mint frontkatonák. Közülük legtöbben 1942–1943 telén a doni katasztrófában estek el. A város neve a 20. század elején Nyírbalkány volt, majd 1945-öt követően a Nyír- előtagot elhagyták a megnevezésből.
1948. június 2-án tett javaslatot a balkányi képviselő-testület a felekezeti iskolák államosítására. Ezt követően szeptemberben 14 belterületi és 16 külterületi tanulócsoportban, 29 nevelővel kezdődött meg a tanítás. Az első körzeti igazgató Inotay László lett. A Gencsy-kastély államosítását a képviselő-testület 1948. október 15-i ülésén határozták el. 1951-ben az épületet gyermekotthon céljára az állam vette kezelésbe. A lakói előbb felső tagozatos, később óvodás korú gyermekek lettek.

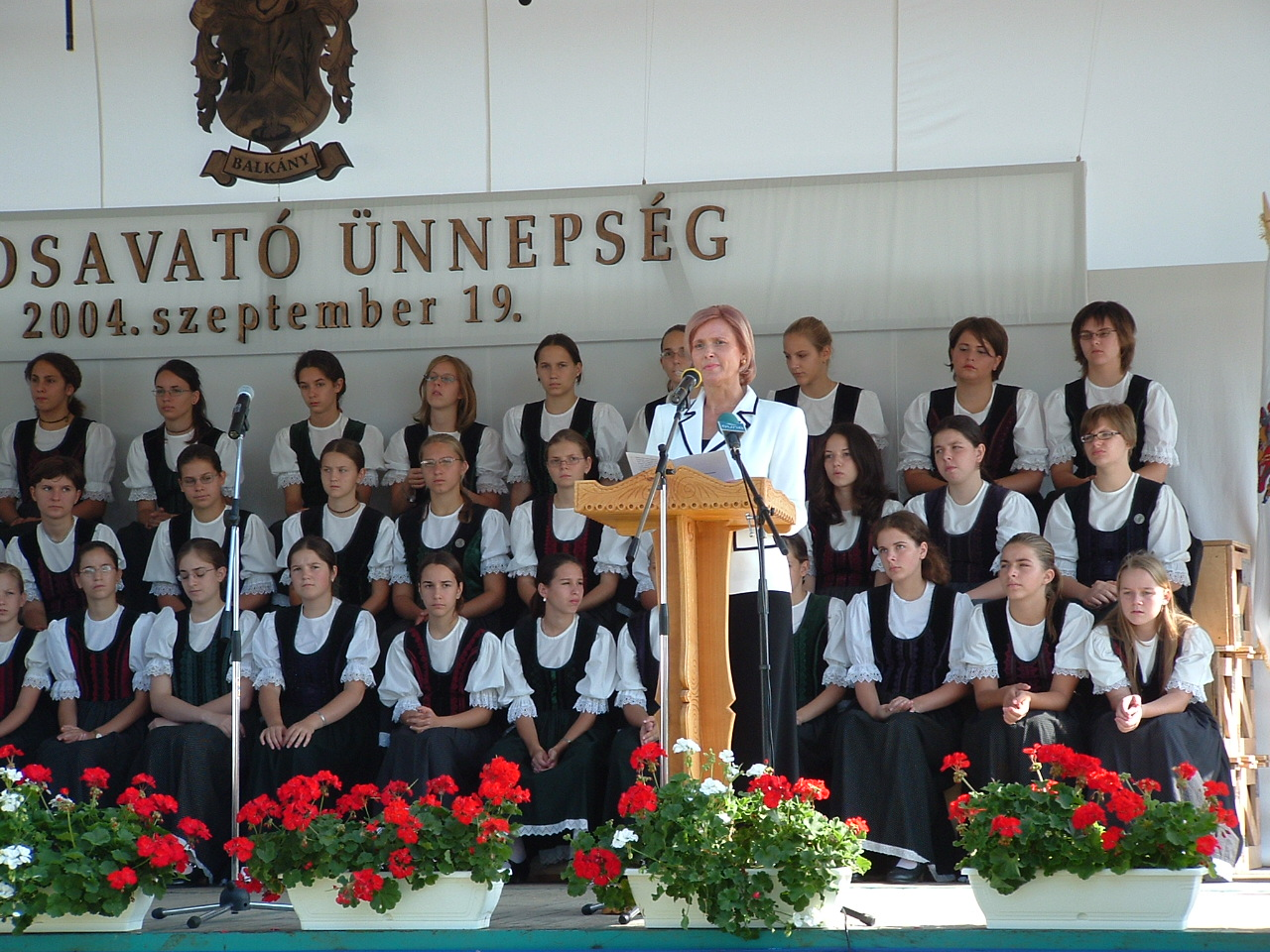
Városavató ünnepség 2004. szeptember 19-én

Az 1950-es években a község kiemelkedő kulturális eseményei közé tartoztak az Ormos András vezette színjátszó csoport és a Szántó János irányítása alatt tevékenykedő dalárda egész estét kitöltő előadásai. Repertoárjukban főleg népszínművek, illetve népdalfeldolgozások szerepeltek. A balkányi községi tanácsot 1950. október 22-én választották meg, az alakuló ülés október 26-án volt. A községi tanács elnöke Benke Sándor, elnökhelyettese Jaksi István, titkára Szabó János lett. Minőségi változás, a vezetés színvonalának javulása az 1950-es évek végén és az 1960-as években következett be.
1990. július 13-án avatták fel a település főterén a második világháborúban és az 1956-os forradalomban elesett balkányiak emlékművét, amelyet később a Kossuth-kertbe helyeztek át. 1990 szeptemberében a Magyar Zsidó Kulturális Egyesület folyóirata, a Szombat foglalkozott az emlékművel, melyben sérelmezték, hogy a Balkányból elhurcolt sok száz zsidó mártír közül senki sem kapott helyet rajta. Dankó József, a nagyközség tanácselnöke azt mondta, hogy az ok abban keresendő, hogy valójában nem is állt rendelkezésükre az egykor Balkányból deportált lakosok névsora. A plébános úgy nyilatkozott a Magyar Televíziónak, hogy „nekik külön emlékművet kellene felállítani”, melyhez minden erkölcsi támogatást megadnának. Végül az oszlop hátoldalára véstek rá – utólag – egyetlen, a zsidók sorsára utaló mondatot.
Balkány 1971-ben nagyközség, 2004-ben pedig város lett. A városban és környékén is jelentős károkat okozott a 2010-es júniusi vihar, amely lakóházak tetejét bontotta meg, kéményeket borított le, fákat döntött ki. A legsúlyosabb károk ekkor Balkányban és környékén keletkeztek. A városban szinte minden utcában voltak sérült házak, melléképületek. Cibakon egy húszhektáros erdő fáit 45 fokos szögben mozdította ki a földből a vihar.

## Közélete

### Polgármesterei
Balkány nagyközség, majd város polgármesterei 1990 óta:
| Név                      | Párt | Párt                              | Terminus    | Megjegyzés / Források |
| ------------------------ | ---- | --------------------------------- | ----------- | --- |
| dr. Kun Bertalan         |      | független                         | 1990 – 1994 | [ 13 ] |
| dr. Kun Bertalan         |      | FKgP—Fidesz                       | 1994 – 1996 | [ 14 ] |
| Dankó József             |      | független (MDF–KDNP támogatással) | 1996 – 1998 | Időközi önkormányzati választás keretében választották meg, amit azért tartottak, mert az előző polgármester néhány hónappal korábban elhunyt.                                        |
| Dankó József             |      | FKgP                              | 1998 – 2002 | [ 15 ] |
| Marjánné dr. Rinyu Ilona |      | MSZP                              | 2002 – 2006 | [ 16 ] |
| Marjánné dr. Rinyu Ilona |      | MSZP                              | 2006 – 2008 | [ 17 ] |
| Pálosi László            |      | Fidesz–MPSZ                       | 2008 – 2010 | 2008. április 13-án, időközi önkormányzati választás keretében választották meg, amit azért tartottak, mert az előző képviselő-testület néhány hónappal korábban feloszlatta önmagát. |
| Pálosi László            |      | Fidesz—KDNP                       | 2010 – 2014 | [ 20 ] |
| Pálosi László            |      | Fidesz—KDNP                       | 2014 – 2019 | [ 21 ] |
| Pálosi László            |      | Fidesz—KDNP                       | 2019 – 2024 | [ 22 ] |
| Pálosi László            |      | Fidesz—KDNP                       | 2024 –      | [ 2 ] |

### A 2024-es önkormányzati választás eredménye

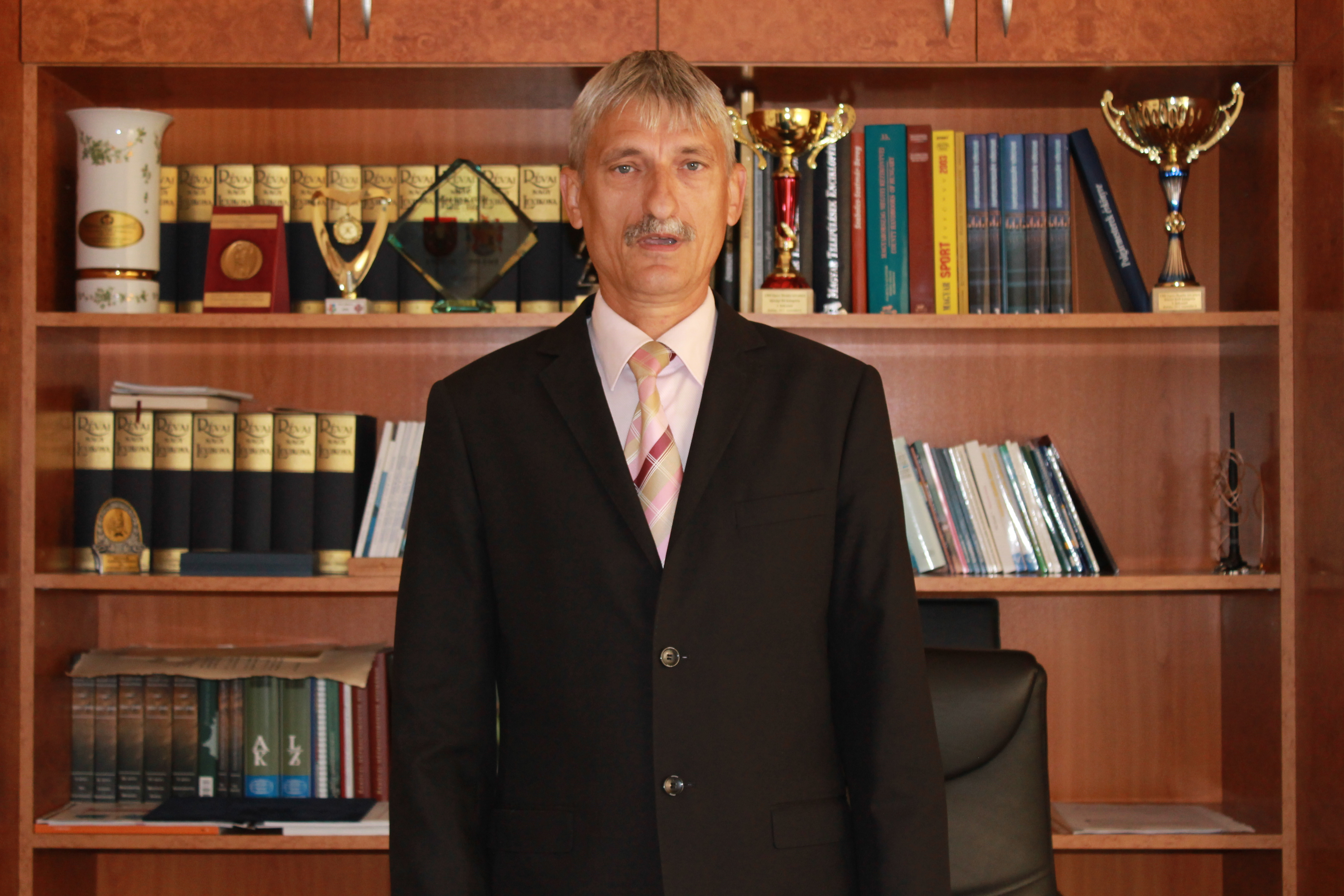
Pálosi László, a város polgármestere 2008 óta

A helyi választási iroda adatai a 2024-es önkormányzati választás balkányi eredményeiről:
| Jelölt neve       | Jelölő szerv. | Jelölő szerv. | Szavazatok száma | Szavazatok aránya |
| ----------------- | ------------- | ------------- | ---------------- | ----------------- |
| Pálosi László     |               | Fidesz–KDNP   | 1554             | 60,51%            |
| Keszler Krisztián |               | Független     | 1014             | 39,49%            |
| Összesen          |               |               | 2568             | 100%              |

A balkányi képviselő-testület tagjai a 2024-es önkormányzati választás után:
- Kiss Sándorné (független)
- Molnár Zoltán József (független)
- Molnárné Kiss Katalin (független)
- Morvai Imre (független)
- Oláh Dániel (független)
- Oláh János (1951) (Fidesz–KDNP)
- Oláh János (1976) (Fidesz–KDNP)
- Papp István (független)

A város alpolgármestere Oláh János (1976), külsős – nem képviselő-testületi tag – alpolgármestere Oláh János (1951).

### Közigazgatás

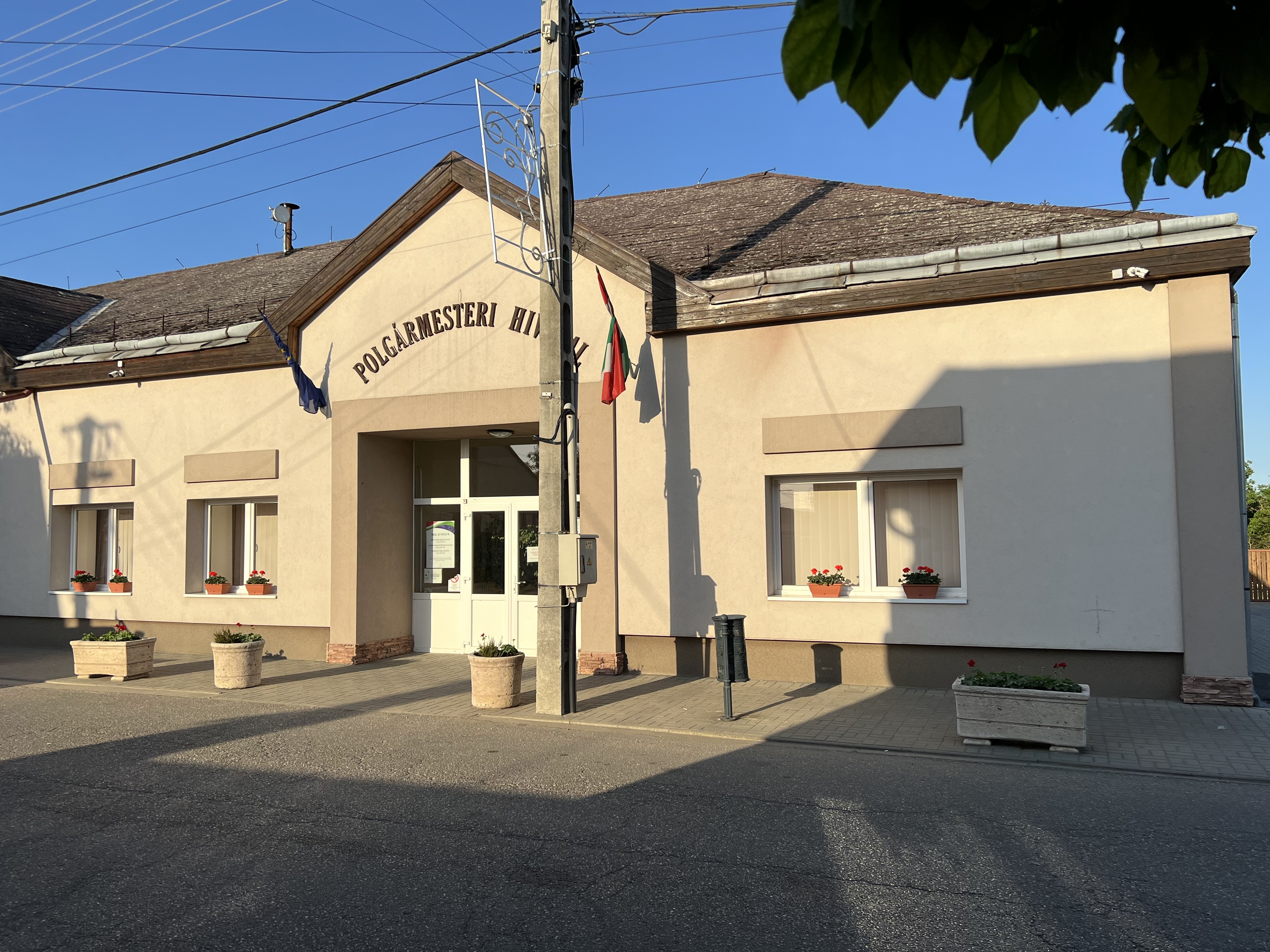
A polgármesteri hivatal

A város problémáinak megoldását önkormányzati bizottságok segítik, melyekben nem csak a képviselők, hanem civilek is részt vehetnek. Balkányban kettő bizottság működik, melyek a következők:
- Pénzügyi és Gazdasági Bizottság, elnöke: Molnár Zoltán József
- Szociális és Kulturális Bizottság, elnöke: Oláh János (1959).

A bizottságok munkáját a jegyző felügyeli. A 2024-es önkormányzatban nem alakult meg a korábban fennálló Környezetvédelmi és Mezőgazdasági Bizottság.

## Címere
|  | A település címere hasítással saruzott pajzs. Első (jobb) mezejében fegyverzett letépett sasfej tart a csőrében egy csatabárdot. A mező arany, a sas fekete, a bárd bíbor. Ez emlékeztet Szent László besenyők (bese, vagyis sas) feletti diadalára, a csatabárd az ő attribútuma volt. Második (bal) mezőben a rozs és a búza, valamint az ekevas a település egykori pecsétjeire és régi címerére utal. A mező vörös, a gabona arany, a bal oldalon álló zöld nád és természetes (barna) termése, a zöld sás a település nevét idézi (mocsár, láp, posvány, nyílt vízi fürdő stb.). Az alsó ék kék mezejének zöld fészkében ezüst pelikán három, szintén ezüst fiókáját táplálja a saját vérével. Ez az egykori birtokosokra (elsősorban a Gencsy családra emlékeztet). Erre a címerre csőrsisak vagy pántos tornasisak illik foszlányokkal, sisakdíszül vágott vörösmundéros szablyát tartó kar (a Kállay-, a Somossy-, a Gaál- és a Reviczky-család címerében is szerepel szablya). Az akantuszleveleket mintázó foszlányok: jobbról vörös és ezüst, balról kék és arany. A címer alatt kétszer megtört és kétszer hajlított arany szalagon feketével a BALKÁNY felirat olvasható. |

## Városszerkezet

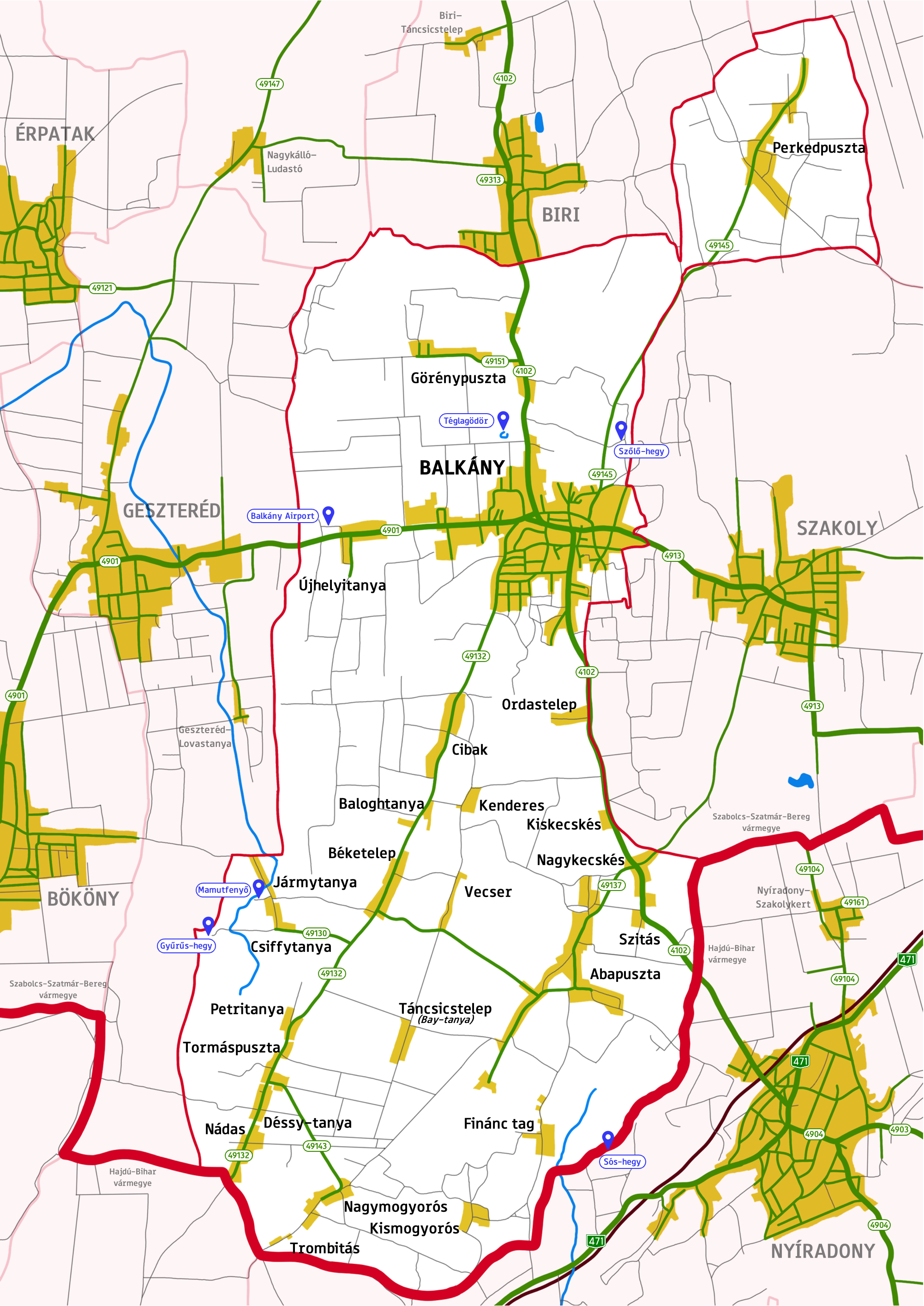
Balkány városrészei térképen

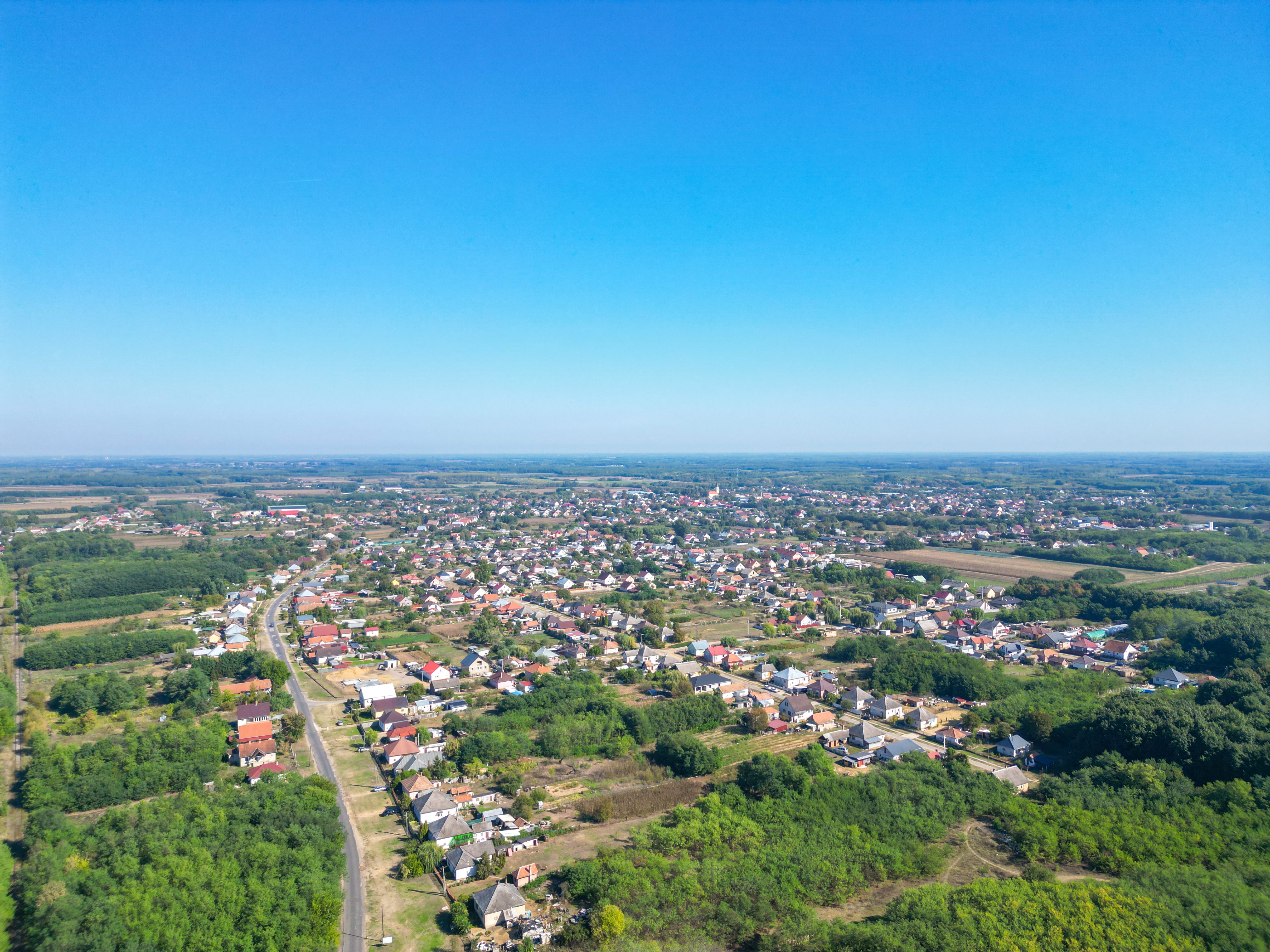
Balkány belterületének dél-nyugati része (Árpád utca és Erdőskert) madártávlatból

A városhoz tartozik a jelenleg 24 „élő” városrészből álló tanyavilág. A lakosság egynegyede itt él. Balkányhoz tartozik Abapuszta, Baloghtanya, Béketelep (Koczoghtanya), Cibak, Csiffytanya, Déssy-tanya, Finánc tag (Felszabadulástelep), Görénypuszta, Jármytanya, Kenderes, Kiskecskés, Kismogyorós, Nádas, Nagykecskés, Nagymogyorós, Ordastelep, Perkedpuszta, Petritanya, Szitás, Táncsicstelep (Bay-tanya), Tormáspuszta, Trombitás, Újhelyitanya a Petőfiteleppel együtt (Liszenkótelep) és Vecser.

#### Abapuszta
Abapuszta a város centrumától délkeletre 9 km-re található. A középkorban község volt, amelyről egy 11. századi oklevél is megemlékezik, mely a Forgách család levéltárában található. 1290-ben említik először, ekkor IV. László király, az utód nélkül elhalt June fia Abád birtokát a Kállay család ősének számító Mihály ispán fiainak adományozta. 1448-ban a guthi Országh család volt földesura, a családnak még a 15. században is birtokában volt a település, s az 1500-as évek közepe táján a környék legnépesebb falvai közé számították. Később egy ideig a Petneházy család tagjainak zálogbirtoka volt. A 19. században a Finta, Gencsy, Guthy, Jósa és Jármy családok voltak birtokosai. Az 1900-as évek elején a Jármy család birtoka volt. Később Abapusztát Balkányhoz csatolták, 2022-ben a város második legnépesebb tanyája 287 lakójával.

#### Cibak
Cibak (nem hivatalosan, a településtáblán szereplő név szerint: Cibakpuszta) 3 km-re Balkány központjától, délre helyezkedik el. Az 1455-ben a szomszédos Szakoly település birtokosának, a Szakolyi családnak volt birtoka. Nevét a Szakolyban birtokos Szakolyi Gáspár unokájáról, Czibak Imréről kapta, aki anyja, Szakolyi Katalin révén kapta örökül a balkányi birtokrészt. Balkány határának e részét róla nevezték el Czibaknak, majd Czibakpusztának. A török időkben a környék majdnem teljesen elpusztult, majd később a Kállay család tagjai szerezték meg Balkánnyal együtt.

#### Görénypuszta

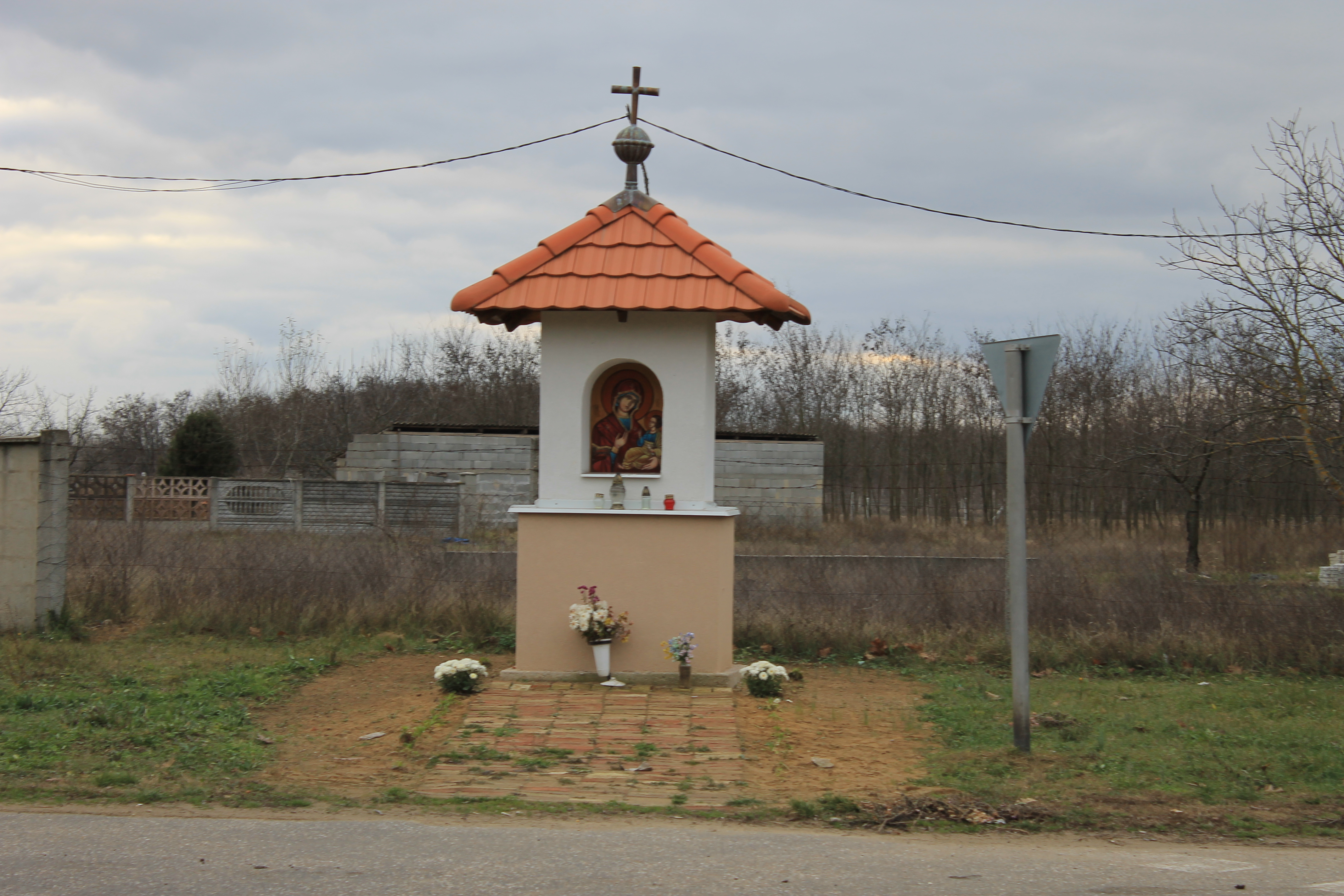
Kegyeleti emlékhely a görénypusztai bekötőút elején

Görénypuszta 3 km-re Balkány központjától északra helyezkedik el. Helyén – az egykori feljegyzések szerint – a 14. században még falu állt. 1329-ben említik nevét először az oklevelek, Guryn néven, ekkor már lakott helyként tüntették fel. 1367-ben és még 1374-ben is Ónodi Czudar Péter és a Kállay család tagjainak közös birtoka volt. 1415-ben a Czudar család volt a település földesura, s egy része övék még a század közepén is. Az 1400-as évek vége felé azonban már csak mint puszta van említve, s ekkortól sorsa már Balkányéval azonos. 1578-ban a törökök el akarták foglalni a nagykállói várat. A csata küzdőterének Görénypusztát választották.

#### Nagykecskés
Nagykecskés (Kecskéspuszta) a város centrumjától délkeletre 7 km-re található, az Abapuszta felé vezető út kereszteződésében. Nevével először 1589-ben találkozhatunk a korabeli iratokban. Ekkor a szomszédos Szakoly falu birtokosa, a Szakolyi család pereskedett a Guthy család tagjaival a Kecskés tisztája nevű határrész birtokjogáért.
1618-ban még az adózók között tartották számon: ekkor még egy és negyed porta után fizetett adót, de néhány évtized múltán már mint elnéptelenedett hely van számon tartva.
1720-ban a szomszédos Balkány lakói Szakoly lakosaival együtt területét részben szántóföldnek, részben legelőnek használták, a későbbiekben pedig már mint Balkány része, azzal együtt szerepel.
Az 1848-as jobbágyfelszabaduláskor már mint földesúri majorság és puszta, birtokosai ekkor a Gencsy, Jármy, Guthy, Jósa, és Finta családok voltak.
A Balkány és Szakoly között fekvő település az 1900-as évek elején még Kecskéspusztaként volt ismert. Akkori tulajdonosa Gencsy Margit (Horváth Mihályné) volt.
Az itt álló szép kastélyt még Gencsy Ferenc (1768–1851) tábornok építette a 18. században.
Az épület ebédlőjét még az 1900-as évek elején is azok a festmények díszítették, amelyeket a tábornok Lyon városától kapott érdemei elismeréseként.

#### Perkedpuszta

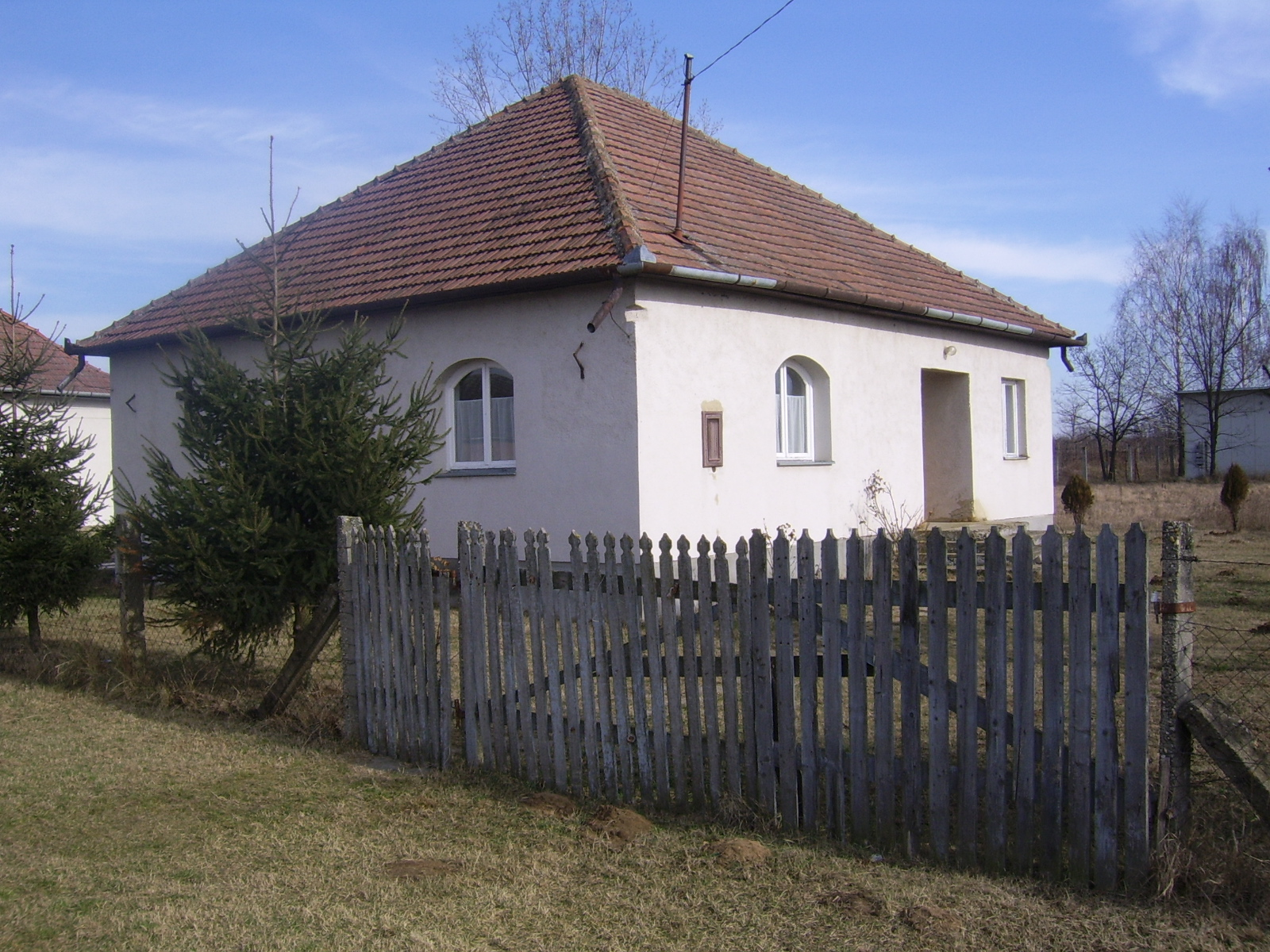
Ökumenikus imaház Perkedpusztán

Perkedpuszta a központtól 7 km-re északkeletre található, Balkány második legnépesebb tanyája. A Balogsemjén nemzetség birtoka volt. Nevét az oklevelek 1325-ben említik első ízben Terra Perked formában. Ekkor osztozott meg rajta a Balog-Semjén nemzetség semjéni és biri ága, és az osztozkodáskor a Biri család kapta. Biri Mihály magvaszakadtával Perked egy része ismét visszaszállt a rokon semjéni ágra, másik része pedig nőági örökösödés útján a Domahidy család birtokába került. 1446-ban Perkedi Bálint Szabolcs vármegye alispánja volt, ekkor a Taktaközben fekvő Csobaj településen is volt birtoka. Az 1500-as évek közepe táján a Kállay család tagjaival rokon Domahidy család birtoka lett. 1556-ban még viszonylag népes település volt, de pár évtized múltán már csak mint puszta volt jegyezve. Birtokosai ekkor a Kállay és a Jármy családok voltak. Perked birtokosainak, a Kállayaknak és Jármyaknak a szomszédos Abán és Balkányban is voltak birtokaik, így a későbbiekben Perked sorsa is azonos volt velük. Az 1800-as években Perked már népes puszta volt, és a Gencsyek birtokán élénk dohánytermesztés folyt, itt ekkor már 34 dohánykertész és cseléd élt. Az 1800-as években itt a Gencsyek mellett birtokos volt még a Jármy család is. 2022-ben a város legnépesebb tanyája 299 lakójával.

## Közlekedés

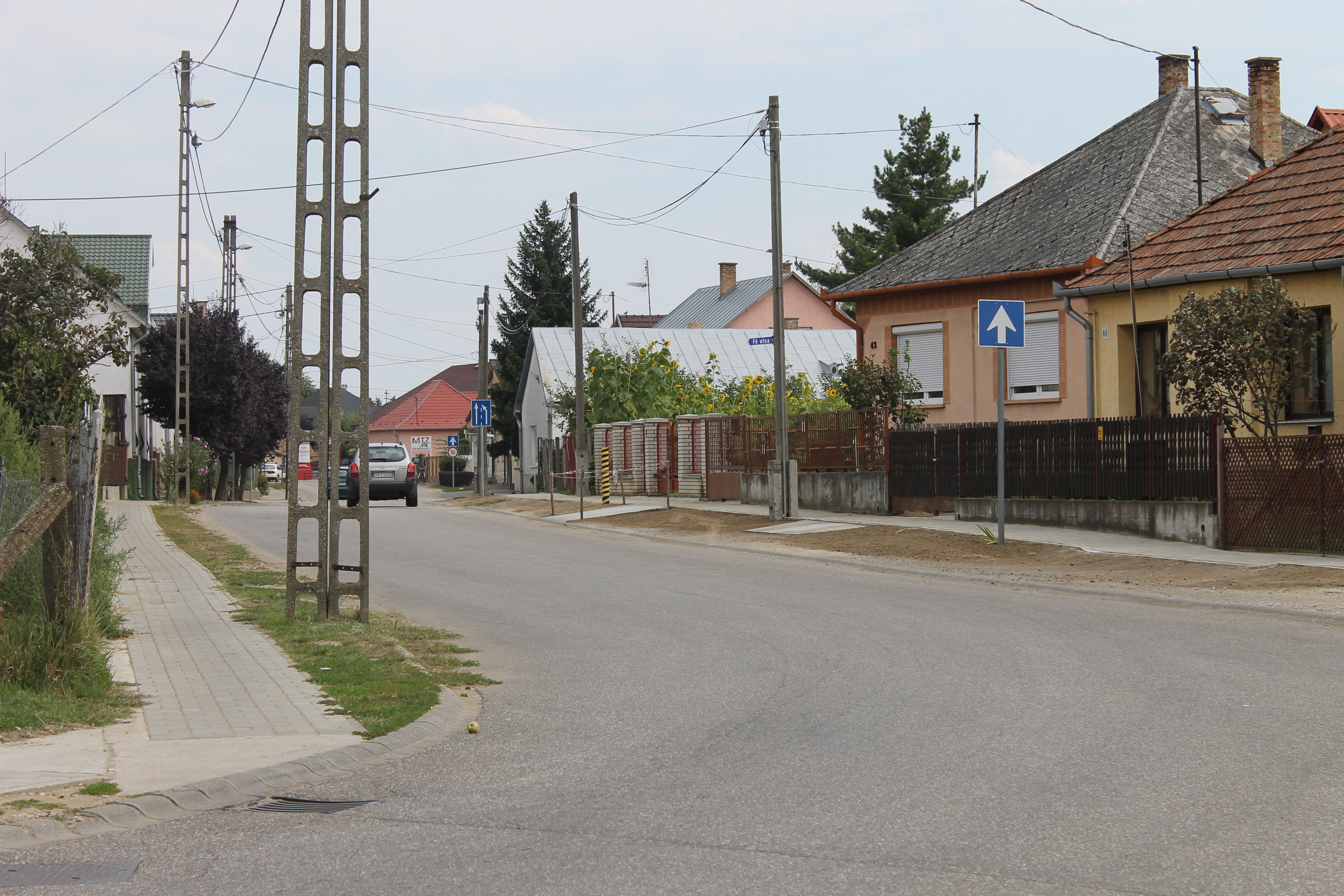
A 4102-es út egy része Balkányban (Fő utca; a háttérben Balkány belvárosa felé)

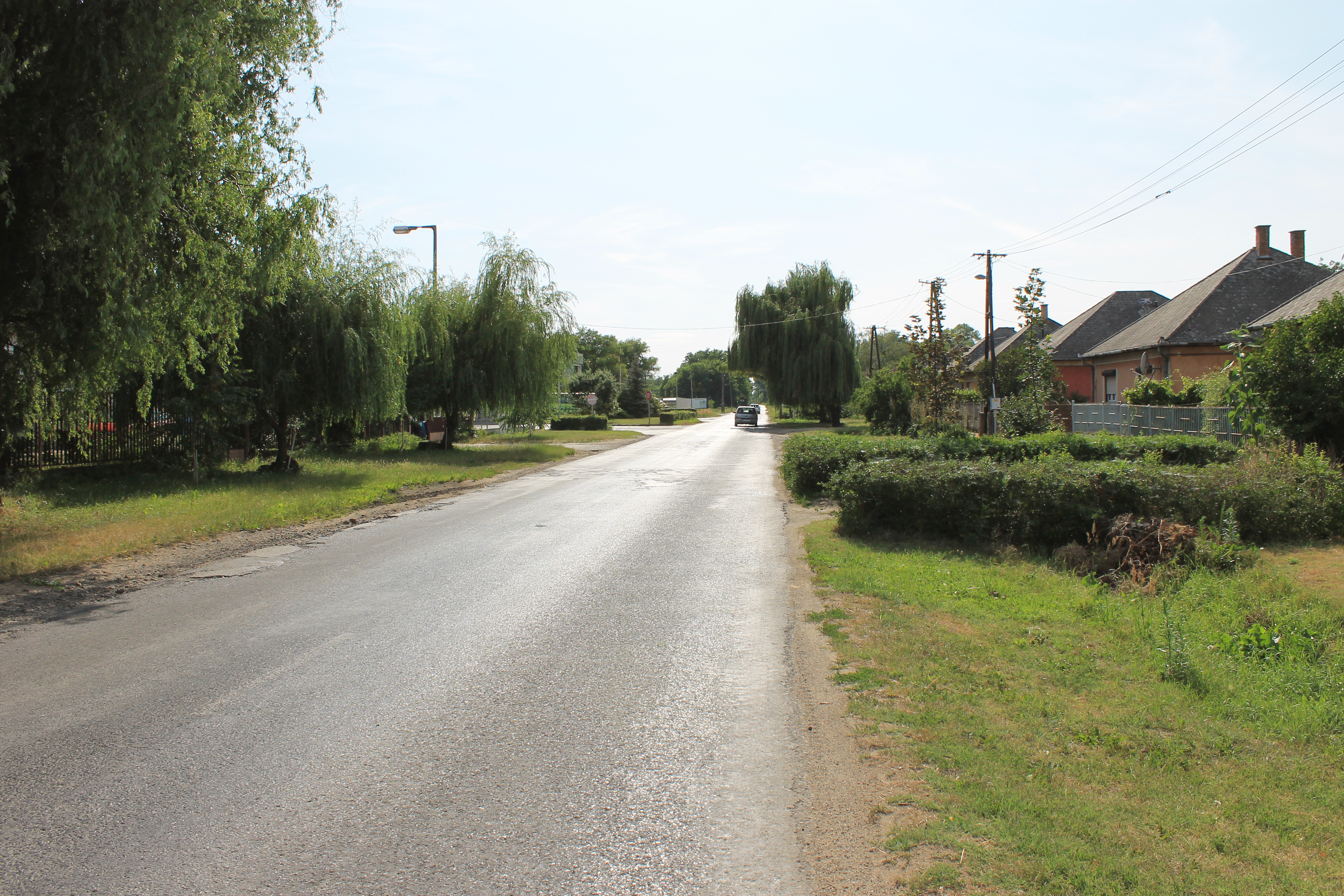
A 4901-es út egy része Balkányban (Bocskai utca; a háttérben Téglás felé)

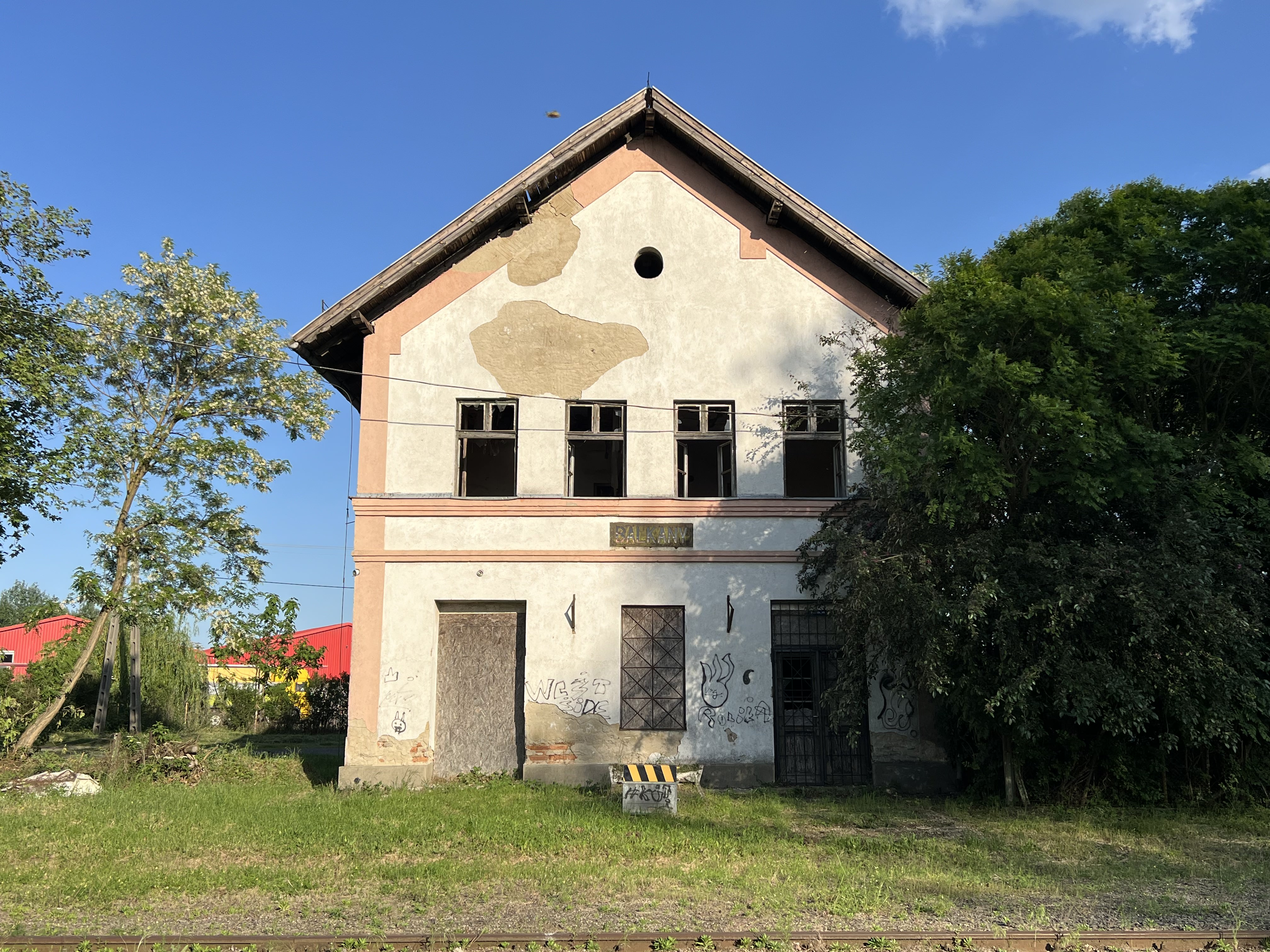
Az egykori balkányi vasútállomás épülete

Balkány csak mellékutakon közelíthető meg, négy irányból: Téglás–Geszteréd felől a 4901-es úton, Nyíregyháza–Nagykálló és Nyíradony felől a 4102-es úton, illetve Nyírmihálydi–Szakoly felől a 4913-as úton. A környező főutak (4-es, 41-es, 403-as, 471-es), valamint az M3-as autópálya is elkerüli. A város területét hat ötödrangú mellékút is érinti:
- 49 130-as mellékút: Csiffytanya bekötő útja
- 49 132-es mellékút: A délnyugati tanyavilág útja Balkánytól Nádasig
- 49 137-es mellékút: Abapuszta bekötő útja
- 49 143-as mellékút: Nagymogyorós bekötő útja
- 49 145-ös mellékút: Perkedpuszta bekötő útja
- 49 151-es mellékút: Görénypuszta bekötő útja.

Emellett helyi szempontból kiemelt jelentőséggel bír az önkormányzat fenntartásban álló Abapuszta–Béketelep összekötő út, mely 2004-ben kapott szilárd burkolatot.
2020-ban adták át a várost Birivel összekötő 3 km-es kerékpárutat, mellyel így közvetlenül Nagykállóig lehet végig védett úton haladni. A jövőben tervezik a Balkányt Szakollyal összekötő kerékpárút építését is.
Megközelíthető volt a 112-es számú Nagykálló–Nyíradony-vasútvonalon is, azonban a személyforgalmat 2007. március 3-án gazdaságtalanságra és kihasználatlanságra hivatkozva leállították. Az utolsó évben már csak napi két pár vonat közlekedett a 23 km hosszú vonalon. A városban és külterületén a vonat négy helyen – Görénypuszta, Balkány, Cibak és Abapuszta – állt meg.
Különböző közösségi közlekedési lehetőségek híján egyedül az autóbusz vehető igénybe, melyek forgalma ebből fakadóan igen jelentős a városban. Naponta 13 távolsági járat vonala érinti Balkányt, vagy érkezik oda. A helyi buszközlekedést a MÁV Személyszállítási Zrt. látja el. Dedikált buszállomás vagy pályaudvar nem működik a városban, a legjelentősebb buszmegállónak a Balkány-iskola és Balkány-posta megállóhelyek számítanak.
A MÁV által üzemeltetett viszonylatok közül a következők érintik a várost:
- 4222-es járat: Nyíregyháza–Nagykálló–Balkány–Nyírlugos
- 4223-as járat: Nagykálló–Balkány–Nyírlugos–Nyírbátor
- 4225-ös járat: Nyíregyháza–Nagykálló–Balkány–Téglás–Debrecen
- 4227-es járat: Balkány–Perkedpuszta
- 4229-es járat: Balkány–Abapuszta
- 4230-as járat: Balkány–Nagymogyorós
- 4232-es járat: Nyíregyháza–Nagykálló–Nyíradony (a balkányi tanyavilágon át, érintve Cibakot, Béketelepet és Abapusztát)
- 4238-as járat: Nyíregyháza–Nagykálló–Nyírlugos–Encsencs
- 4290-es járat: Nyíregyháza–Nagykálló–Balkány–Szakoly–Téglás
- 4291-es járat: Nyíregyháza–Nagykálló–Nyíradony–Nyírlugos
- 4380-as járat: Nyírbátor–Nyírbogát–Nyírmihálydi–Balkány
- 4401-es járat: Debrecen–Hajdúhadház–Téglás–Szakoly
- 4411-es járat: Nyíradony–Szakoly

2019. augusztus 17-én adták át a városhoz tartozó Újhelyitanyán található sportrepülőteret, a PlangiAirportot.

## Népesség
Balkány jelenlegi lakossága 5840 fő (2024). Lakásainak száma 2368 (2024). A 2001-es népszámlálás adatai szerint 3296 férfi (48,89%) és 3446 nő (51,11%) lakott a településen. A 2011-es statisztika azt mutatta, hogy 3146 férfi (49,26%) és 3241 nő (50,74%) élt a városban. A 2022-es népszámlásáson már nagyjából megegyező arányban 2891-en nyilatkoztak férfiként, 2885-en pedig nőként a nemüket illetően.
A 2022-es népszámlálás adatai szerint a lakosság gazdasági aktivitását illetően az itt lakók közel fele, 2753 fő (47,66%) foglalkzotatott, 1335 fő (23,11%) eltartásban részesülő inaktív, 601 fő (10,41%) eltartott, 161 fő (2,79%) munkanélküli, valamint 926-an (16,03%) vannak a tizenöt év alatti gyermekek.
Balkány egy elöregedő, csökkenő lakosságszámú település, ahol a 2022-es népszámlálás adatai szerint a népesség 17,71%-a (1023 fő) 65 év feletti, az itt lakók kétharmada (3827 fő) 15 és 64 év közötti, valamint 926-an (16,03%) tizenöt év alattiak. A tizenegy évvel korábbi adatokban 0,8 százalékponttal magasabb volt a tizenöt év alattiak aránya, körülbelül 600-zal többen voltak a 15 és 64 év közöttiek, valamint 3,5%-kal kevesebb volt a 65 év felettiek aránya.

### Lakószám
| Év   | Lakosság (fő) |
| ---- | ------------- |
| 1715 | 1200          |
| 1839 | 3006          |
| 1870 | 3977          |
| 1880 | 3769          |
| 1890 | 4399          |
| 1900 | 4500          |
| 1910 | 4630          |
| 1920 | 5130          |
| 1930 | 5052          |
| 1949 | 5630          |

| Év   | Lakosság (fő) |
| ---- | ------------- |
| 1960 | 6300          |
| 1990 | 6504          |
| 1991 | 6405          |
| 1992 | 6415          |
| 1993 | 6407          |
| 1994 | 6495          |
| 1995 | 6740          |
| 1996 | 6666          |
| 1997 | 6741          |
| 1998 | 6841          |

| Év   | Lakosság (fő) |
| ---- | ------------- |
| 1999 | 6818          |
| 2000 | 6736          |
| 2001 | 6861          |
| 2002 | 6809          |
| 2003 | 6768          |
| 2004 | 6806          |
| 2005 | 6852          |
| 2006 | 6757          |
| 2007 | 6703          |
| 2008 | 6563          |

| Év   | Lakosság (fő) |
| ---- | ------------- |
| 2009 | 6442          |
| 2010 | 6362          |
| 2011 | 6548          |
| 2012 | 6505          |
| 2013 | 6468          |
| 2014 | 6431          |
| 2015 | 6392          |
| 2016 | 6413          |
| 2017 | 6366          |
| 2018 | 6294          |

| Év   | Lakosság (fő) |
| ---- | ------------- |
| 2019 | 6151          |
| 2020 | 6107          |
| 2021 | 6085          |
| 2022 | 5855          |
| 2023 | 5828          |
| 2024 | 5840          |

| Év   | Lakosság (fő) |
| ---- | ------------- |
| 1715 | 1200          |
| 1839 | 3006          |
| 1870 | 3977          |
| 1880 | 3769          |
| 1890 | 4399          |
| 1900 | 4500          |
| 1910 | 4630          |
| 1920 | 5130          |
| 1930 | 5052          |
| 1949 | 5630          |

| Év   | Lakosság (fő) |
| ---- | ------------- |
| 1960 | 6300          |
| 1990 | 6504          |
| 1991 | 6405          |
| 1992 | 6415          |
| 1993 | 6407          |
| 1994 | 6495          |
| 1995 | 6740          |
| 1996 | 6666          |
| 1997 | 6741          |
| 1998 | 6841          |

| Év   | Lakosság (fő) |
| ---- | ------------- |
| 1999 | 6818          |
| 2000 | 6736          |
| 2001 | 6861          |
| 2002 | 6809          |
| 2003 | 6768          |
| 2004 | 6806          |
| 2005 | 6852          |
| 2006 | 6757          |
| 2007 | 6703          |
| 2008 | 6563          |

| Év   | Lakosság (fő) |
| ---- | ------------- |
| 2009 | 6442          |
| 2010 | 6362          |
| 2011 | 6548          |
| 2012 | 6505          |
| 2013 | 6468          |
| 2014 | 6431          |
| 2015 | 6392          |
| 2016 | 6413          |
| 2017 | 6366          |
| 2018 | 6294          |

| Év   | Lakosság (fő) |
| ---- | ------------- |
| 2019 | 6151          |
| 2020 | 6107          |
| 2021 | 6085          |
| 2022 | 5855          |
| 2023 | 5828          |
| 2024 | 5840          |

#### Városrészek
Balkány belterületének összlakossága a 2022-es népszámlálási adatok szerint 4088 fő volt.
| Külterület neve | Lakosok száma |
| --------------- | ------------- |
| Abapuszta       | 287           |
| Baloghtanya     | 12            |
| Béketelep       | 126           |
| Cibak           | 181           |
| Csiffytanya     | 15            |
| Déssy-tanya     | 110           |

| Külterület neve | Lakosok száma |
| --------------- | ------------- |
| Finánc tag      | 16            |
| Görénypuszta    | 141           |
| Jármy tanya     | 23            |
| Kenderes        | 5             |
| Kiskecskés      | 15            |
| Kismogyorós     | 14            |

| Külterület neve | Lakosok száma |
| --------------- | ------------- |
| Nádas           | 52            |
| Nagykecskés     | 42            |
| Nagymogyorós    | 54            |
| Ordastelep      | 24            |
| Perkedpuszta    | 299           |
| Petritanya      | 44            |

| Külterület neve | Lakosok száma |
| --------------- | ------------- |
| Szitás          | 8             |
| Táncsicstelep   | 11            |
| Tormáspuszta    | 51            |
| Trombitás       | 2             |
| Újhelyitanya    | 129           |
| Vecser          | 27            |

### Lakások száma
| Év   | Lakások száma |
| ---- | ------------- |
| 1990 | 2268          |
| 1991 | 2292          |
| 1992 | 2302          |
| 1993 | 2320          |
| 1994 | 2319          |
| 1995 | 2326          |
| 1996 | 2328          |
| 1997 | 2390          |
| 1998 | 2432          |

| Év   | Lakások száma |
| ---- | ------------- |
| 1999 | 2436          |
| 2000 | 2446          |
| 2001 | 2423          |
| 2002 | 2433          |
| 2003 | 2436          |
| 2004 | 2435          |
| 2005 | 2452          |
| 2006 | 2464          |
| 2007 | 2471          |

| Év   | Lakások száma |
| ---- | ------------- |
| 2008 | 2483          |
| 2009 | 2494          |
| 2010 | 2497          |
| 2011 | 2468          |
| 2012 | 2467          |
| 2013 | 2468          |
| 2014 | 2468          |
| 2015 | 2464          |
| 2016 | 2460          |

| Év   | Lakások száma |
| ---- | ------------- |
| 2017 | 2457          |
| 2018 | 2456          |
| 2019 | 2456          |
| 2020 | 2457          |
| 2021 | 2457          |
| 2022 | 2372          |
| 2023 | 2372          |
| 2024 | 2368          |

### Iskolai végzettség
| Iskolai végzettség               | Iskolai végzettség               | Iskolai végzettség | Iskolai végzettség | Iskolai végzettség |
| -------------------------------- | -------------------------------- | ------------------ | ------------------ | ------------------ |
|                                  |                                  |                    |                    | fő                 |
| Hét évesnél fiatalabb            | Hét évesnél fiatalabb            |                    | 470                | 470                |
| Általános iskolát nem végezte el | Általános iskolát nem végezte el |                    | 614                | 614                |
| Általános iskola                 | Általános iskola                 |                    | 1720               | 1720               |
| Szakmunkás                       | Szakmunkás                       |                    | 1304               | 1304               |
| Érettségi                        | Érettségi                        |                    | 1235               | 1235               |
| Diploma                          | Diploma                          |                    | 433                | 433                |
| A 2022. évi népszámlálás szerint |                                  |                    |                    |                    |

A 2001-es népszámlálási adatok alapján, Balkányban a legmagasabb befejezett iskolai végzettség szerint az általános iskolai végzettséggel rendelkezők éltek a legtöbben, 2357-en. A második legnagyobb csoport az általános iskolai végzettséggel nem rendelkezők voltak 1906 fővel, utánuk következett a középfokú iskola érettségi nélkül, szakmai oklevéllel rendelkezők 980 fővel, az érettségi végzettséggel rendelkezők 633 fővel, végül a diplomások 217 fővel. A népszámlálás adatai szerint ezen felül 649 hét évesnél fiatalabb gyermek él a városban.
A 2011-es népszámlálási adatok alapján, Balkányban a legmagasabb befejezett iskolai végzettség szerint az általános iskolai végzettséggel rendelkezők éltek a legtöbben, 2198-an. A második legnagyobb csoport a középfokú iskola érettségi nélkül, szakmai oklevéllel rendelkezők voltak 1303 fővel, utánuk következett az általános iskolai végzettséggel nem rendelkezők 1115 fővel, az érettségi végzettséggel rendelkezők 944 fővel, végül a diplomások 376 fővel. A népszámlálás adatai szerint ezen felül 451 hét évesnél fiatalabb gyermek él a városban.
A 2022-es népszámlálási adatok alapján, Balkányban a legmagasabb befejezett iskolai végzettség szerint az általános iskolai végzettséggel rendelkezők éltek a legtöbben, 1720-an. A második legnagyobb csoport a középfokú iskola érettségi nélkül, szakmai oklevéllel rendelkezők voltak 1304 fővel, utánuk következett az érettségi végzettséggel rendelkezők 1235 fővel, az általános iskolai végzettséggel nem rendelkezők 614 fővel, végül a diplomások 433 fővel. A népszámlálás adatai szerint ezen felül 470 hét évesnél fiatalabb gyermek él a városban.

### Etnikai összetétel
A 2001-es népszámlálási adatok szerint a város lakossága 6 861 fő volt, ebből 6 562 fő magyarnak, míg 107 fő cigánynak vallotta magát, azonban meg kell jegyezni, hogy a magyarországi cigányok (romák) aránya a népszámlálásokban szereplőnél lényegesen magasabb. 6 fő német és 6 fő ukrán etnikumúnak vallotta magát. A népszámlálás adatai szerint 13 külföldi állampolgár lakott Balkány területén.
A 2011-es népszámlálási adatok szerint a város lakossága 6 548 fő volt, ebből 5 432 fő magyarnak vallotta magát. Az adatokból az derül ki, hogy a magyarnak vallók száma jelentősen csökkent tíz év alatt, ennek egyik fő oka, hogy többen nem válaszoltak. Az elmúlt tíz év alatt a cigányok (206 fő) száma megkétszereződött, a németek (24 fő) száma megnégyszereződött. A magukat románnak vallók száma (7 fő) is megjelentek a statisztikában, holott tíz évvel korábban senki nem vallotta magát ehhez a nemzetiséghez tartozónak. A népszámlálás adatai szerint 16 külföldi állampolgár lakott Balkány területén.
A 2022-es népszámlálás adatok szerint a város lakossága 5855 fő volt, ebből 5262 fő magyarnak vallotta magát. Az elmúlt tizenegy év alatt, a nemzetiségiek közül a legjelentősebben a ukránok (12 fő) száma nőtt. A népszámlálás adatai nem részletezik az el nem ismert nemzetiségeket, de a számuk jelentősen nőtt, 2011 óta 22 főről 83 főre, valamint emellett 21 külföldi állampolgár lakott Balkány területén.

### Vallási összetétel
Balkány lakóinak vallási összetétele 2022-ben
A 2001-es népszámlálási adatok alapján, Balkányban a lakosság 93,13% kötődött valamelyik vallási felekezethez. A legnagyobb vallás a városban a kereszténység volt, melynek legelterjedtebb formája a katolicizmus (63,5%). A katolikus egyházon belül a római katolikusok száma 2 032 fő, míg a görögkatolikusok 2 250 fő volt. A városban népes protestáns közösségek is éltek, főleg reformátusok (1 876 fő). A zsidó vallási közösséghez tartózónak senki sem vallotta magát. Ekkor még nem volt jelentős a száma azoknak a településen, akik vallási hovatartozásukat illetően nem kívántak válaszolni (6,87%). Felekezeten kívülinek a város lakosságának 1,3%-a vallotta magát.
A 2011-es népszámlálás adatai alapján, Balkányban a lakosság több mint a háromnegyede (79,87%) kötődött valamelyik vallási felekezethez. Az elmúlt tíz év alatt a városi lakosság vallási felekezethez tartozása jelentősen csökkent, ennek egyik oka, hogy sokan nem válaszoltak. A legnagyobb vallás a városban a kereszténység volt, melynek legelterjedtebb formája a katolicizmus (53,37%). A katolikus egyházon belül a római katolikusok száma 1 673 fő, míg a görögkatolikusok 1 736 fő volt. A városban népes protestáns közösségek is éltek, főleg reformátusok (1 434 fő). Összességében elmondható, hogy az elmúlt tíz évben minden más egyházi felekezetekhez tartozók száma erősen csökkent. Jelentős a száma azoknak a városban, akik vallási hovatartozásukat illetően nem kívántak válaszolni (20,13%), tíz év alatt több, mint a triplájára nőtt a számuk. Felekezeten kívülinek a város lakosságának 3,4%-a vallotta magát.
2022-es népszámlálás adatai alapján, Balkányban a lakosság kétharmada (65,88%) kötődik valamelyik vallási felekezethez. Az elmúlt tizenegy év alatt a városi lakosság vallási felekezethez tartozása jelentősen csökkent, ennek egyik oka, hogy sokan nem válaszoltak. A legnagyobb vallás a városban a kereszténység, melynek legelterjedtebb formája a katolicizmus (41%). A katolikus egyházon belül a római katolikusok száma 1 090 fő, míg a görögkatolikusok 1 282 fő. Az elmúlt tizenegy év alatt, a katolikus valláshoz tartozók száma közel a harmadával esett vissza. A második legnagyobb vallási közösség a református (17,23%). Továbbra is jelentős a száma azoknak a városban, akik vallási hovatartozásukat illetően nem kívántak válaszolni (közel 35%). Felekezeten kívülinek a város lakosságának 4,5%-a vallotta magát.

## Jelene

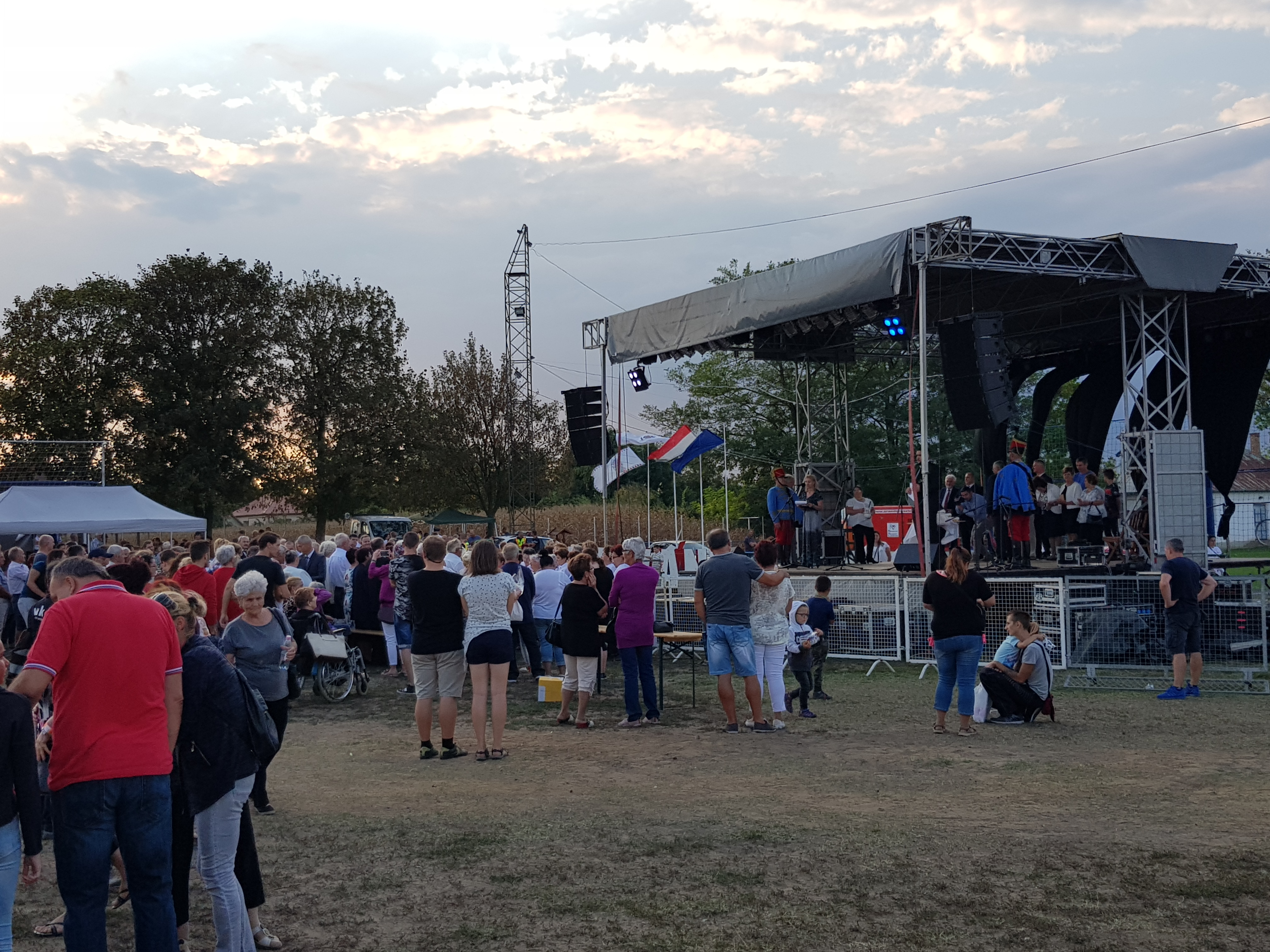
A városnapi ünnepség 2018-ban

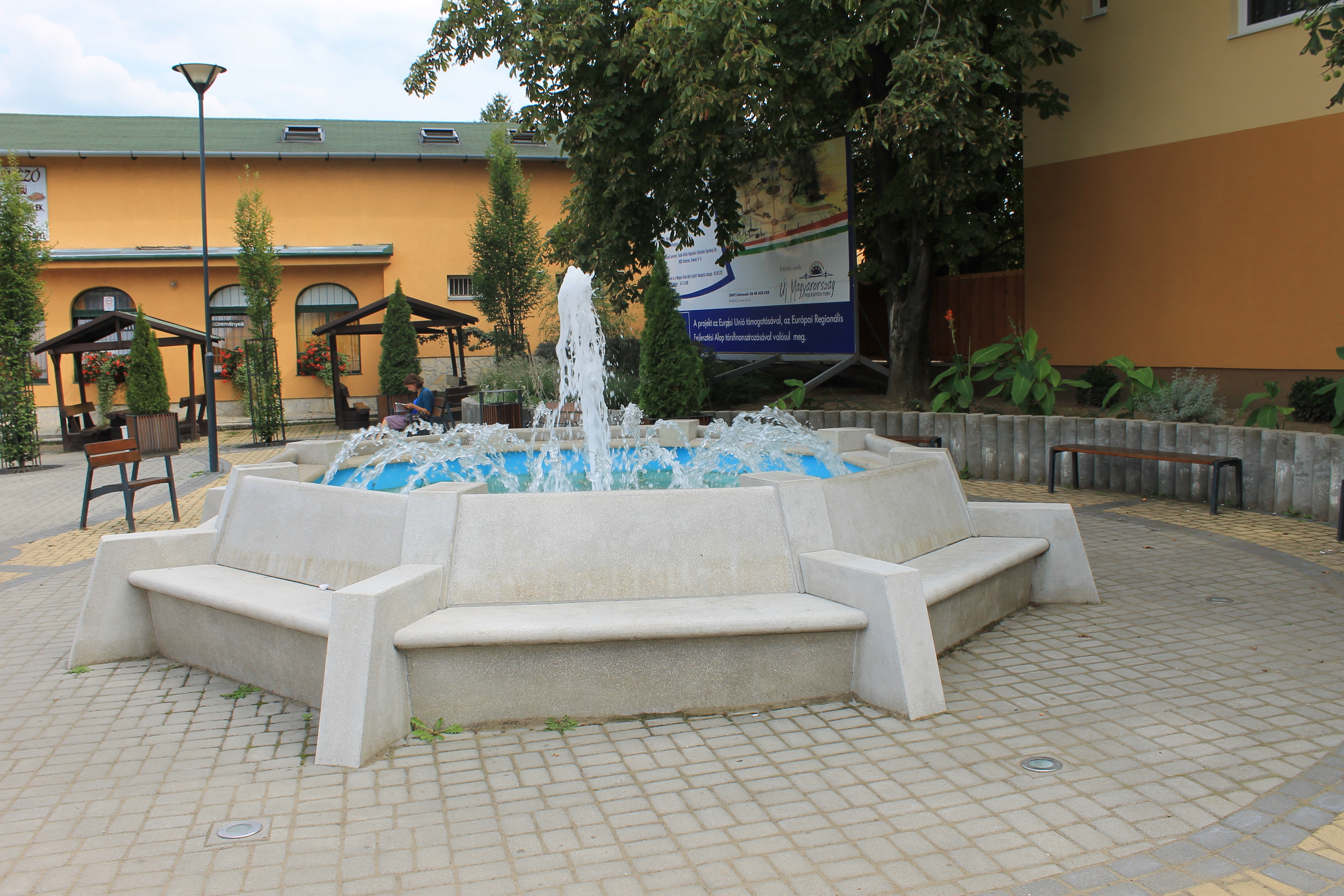
Szökőkút a Benedek János téren

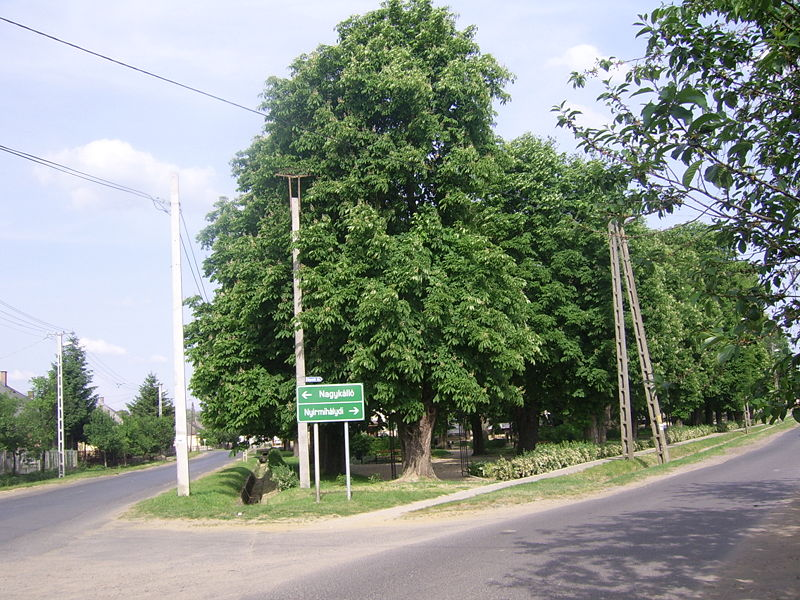
A Kossuth-kert bejárata a Kossuth utca felől 2008-ban

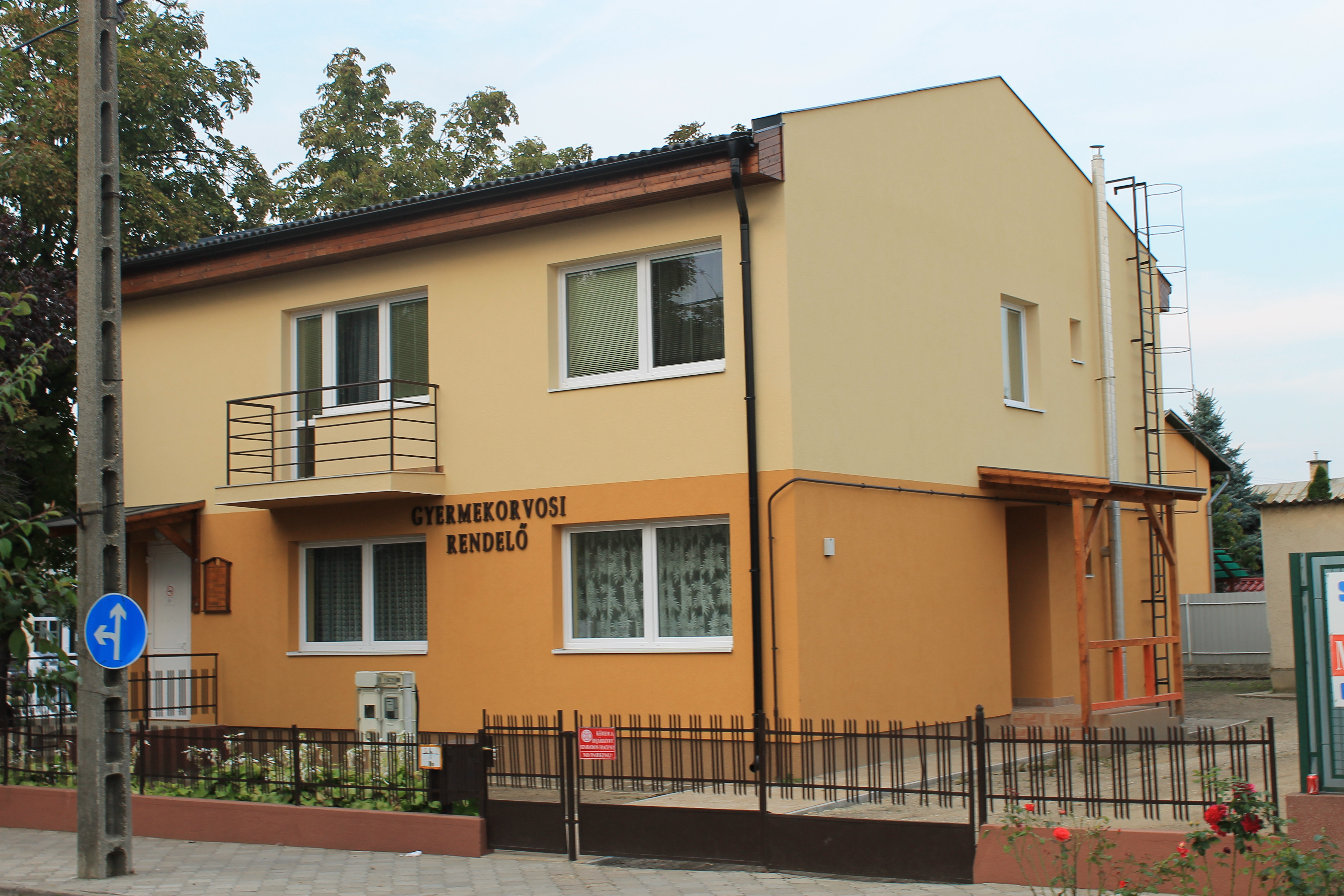
Gyermekorvosi rendelő

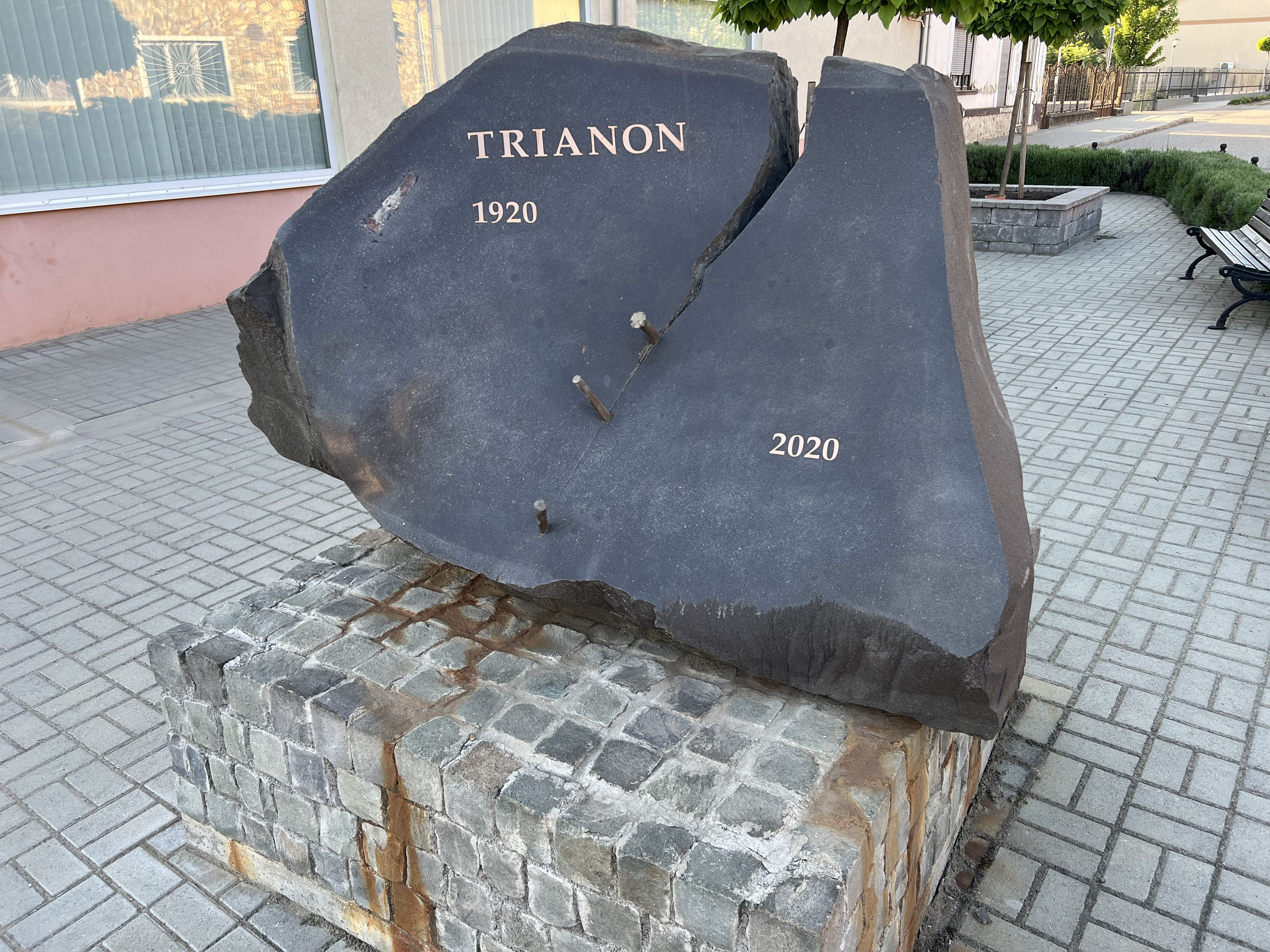
Trianon-emlékmű

A lakosság jelentős részének a mezőgazdaság biztosítja a megélhetést. Nagy hagyományokkal rendelkezik a település az alma és a meggy termelésében, melyek telepítése ma is folyik, akárcsak a szükséges hűtőházak építése.
A lakosság negyede a kiterjedt tanyavilágban él, amely jelenleg 24 tanyabokorból áll. A vármegyére jellemző munkanélküliség az ott élőket is sújtja, köszönhetően alacsony iskolai végzettségüknek és a munkahelyek hiányának.
Az alapfokú oktatás-nevelés feltételei a település óvodáiban és két általános iskolájában adottak. A közel 1300 gyereknek a kötelező órákon kívül lehetősége van a zene és a tánc alapjainak elsajátítására is. A nyári szünetben hagyományőrző honismereti tábor, úszó- és lovaglótáborok nyújtanak kikapcsolódást. Az önkormányzat irányítása alatt működik a könyvtár és a művelődési ház. A környező települések színvonalas ellátását is szolgálja a 2002-ben épült modern mentőállomás. A városi rendőrőrs a Gödény-kúriában található, emellett polgárőrszolgálat is működik. A város 2007-ben elnyerte a megye legfittebb városa címet.
Balkány 2007-ben megkapta az ipari park címet. Ennek közvetlen célja a város hagyományos fémtechnikai múltjára és jelenére épülő helyi kapacitások fejlesztése, nagy területet és jelentős munkaerőt igénylő vállalkozások működési feltételeinek, minőségi szolgáltatásainak biztosítása. A kb. 1000 m²-es Inkubátorház és Innovációs Központban biztosítják a szolgáltatások elérését és hozzáférését. Hosszú ideje tervbe vették a leendő Balkányi Ipari Parkot és a Hajdúsámsoni Ipari Parkot összekötő út felújítását és megépítését, hogy a balkányi és hajdúsámsoni tanyavilágban élők vagy az éppen arra járók jó minőségű aszfaltúton közlekedhessenek. Az út felújítására és bővítésére jelenleg még tervek sincsenek.
2020-ban a lakossági nyomás ellenére az önkormányzat felújította a város közparkját, a Kossuth-kertet, ahonnan az ott található fák túlnyomó többségét kivágták, valamint egy kerítéssel bekerítették a területet.
A város napját szeptember első hétvégéjén, szombaton szokták tartani, előtte pénteken korábban motorostalálkozó is volt.

### Média
Balkány egyetlen, havonta rendszeresen megjelenő sajtóterméke a lakosság számára ingyenes Balkányi Beszélő című közéleti folyóirat, melyet 1997 óta ad ki az önkormányzat. 2020 óta létezik egy civilek által működtetett közösségi oldal, a Balkányi Kibeszélő, valamint annak a blogja, a 4233 Blog, ahol a helyiek akár név nélkül is írhatnak az őket érintő problémákról.
A helyi kisközösségi rádió – Alfa Rádió – 2008. november 1-jén sugározta az első adását. Elsősorban a helyi lakosságot érdeklő témákkal, helyi hírekkel foglalkozó csatorna volt. Igyekeztek a lakosság tájékoztatásán felül műveltségi műsorokkal is színesíteni a kínálatot. Szórakoztató és zenei műsorok is megtalálhatóak voltak benne. 2016. április 22-én befejezte a műsorsugárzást.

### Zenekarok, együttesek
- Balkányi Nyugdíjas Énekkar
- Credo Pedagóguskórus
- Balkányi Zenészek Egyesülete
- Tini2

### Alapítványok, egyesületek
- Alfa Kulturális Alapítvány
- Alkotás Varázsáért Egyesület
- Balkányi Esély az akáclombok alatt Egyesület
- Balkány és térsége Gazdakör
- Balkányi Ifjúsági Sportegyesület
- Balkányi KARATE Sportegyesület
- Balkányi Motorosok Egyesülete
- Balkányi Nyugdíjas Klub
- Balkányi Önkéntes Tűzoltó Egyesület
- Balkányi Polgárőr Egyesület
- Balkányi Sport Egyesület
- Egészségmegőrző És Természetvédő Egyesület
- Oktatásért Alapítvány
- Ötről a Hatra Nyelvi Egyesület
- Városvédő- és Szépítő Természetvédő Baráti Egyesület

## Környezetvédelem

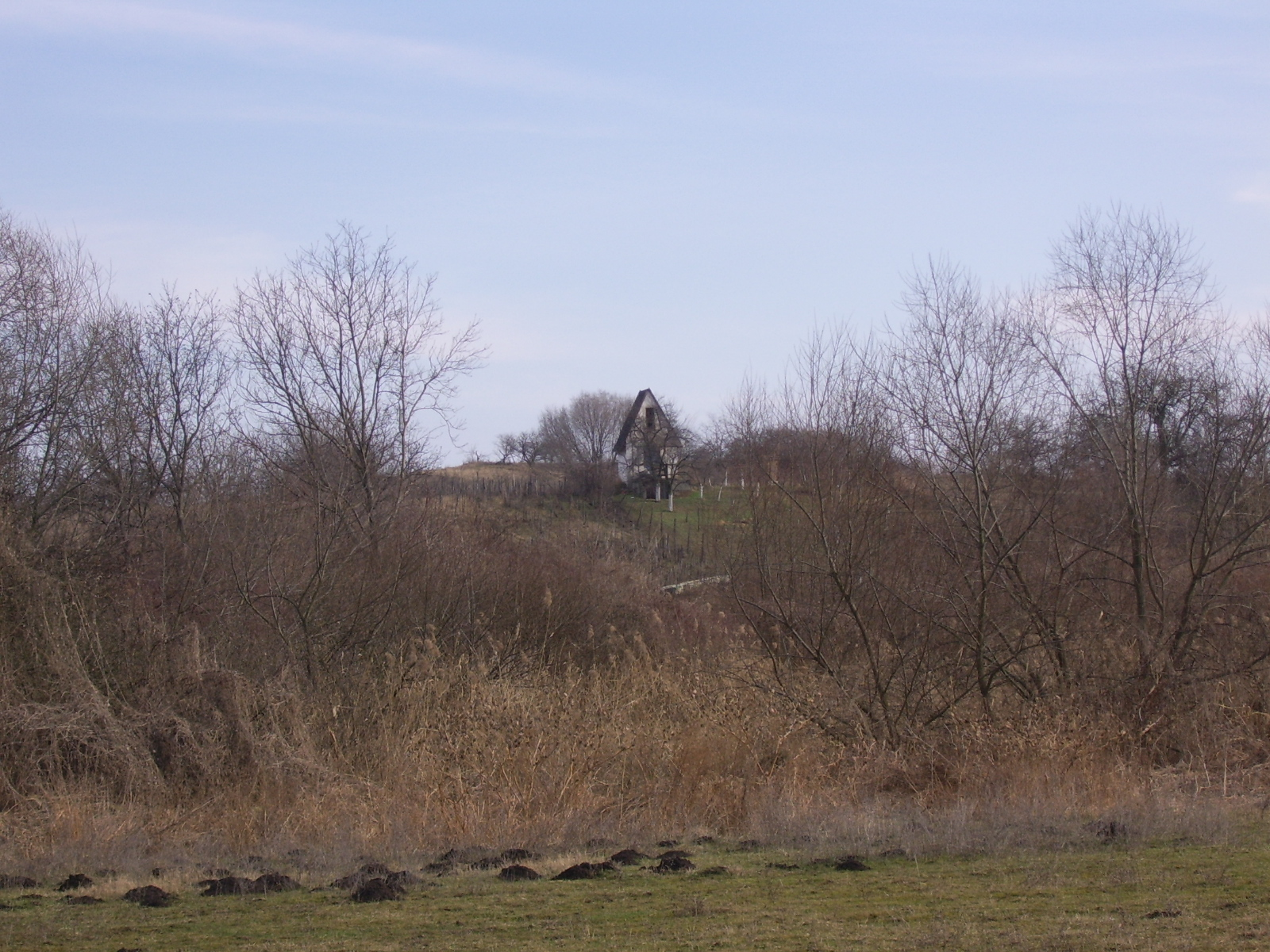
Présház a Szőlő-hegyen

A Dél-nyírségi kistérség környezeti állapota kedvező összképet mutat, de vannak javítandó részterületek. A viszonylagosan kedvező helyzetnek az a fő oka, hogy a nagyipar elkerülte a területet. Ezt bizonyítja az a tény is, hogy a levegő minősége az országos átlagnál kedvezőbb, mindössze Nagykálló levegője rosszabb a járás többi településénél, aminek az erőteljesebb közúti forgalom az oka. A forgalom növekedése okozza a nitrogén-oxidok koncentrációjának lassú növekedését is. A felszíni vízkészletet a Harangodi víztározó (Nagykálló) jelenti, de az ivóvízellátás több mint 95%-át felszín alatti készletek biztosítják. A járás egyébként is jó vízminősége tovább javult azzal, hogy csökkent benne a szerves mikroszennyezők mennyisége. A vízkészletet fenyegetheti távlatban az a tény, hogy a csatornahálózat kiépítése elmaradt az igényektől és a szükségestől. Ezért a települési szennyvizek elvezetésének fokozása előbb-utóbb elkerülhetetlenné válik. A szilárd és folyékony hulladékok mindenütt gondot jelentenek. A termelési veszélyes hulladékokat külön jogszabályok alapján kezelik, a lakossági hulladékot az 1983 óta működő szilárdhulladék-tárolókban helyezik el, évente mintegy 580 m³-t.
Balkány környezetvédelmi jelentőségét meghatározza a település természeti környezetben betöltött szerepe, a város közigazgatási határában húzódó érzékeny területként nyilvántartott ökológiai folyosó sértetlensége. A település területét két ökológia folyosó érinti: a Balkányi Libegős Görénypusztától nyugatra Geszteréd irányába, valamint a Biri Nagy-rét a várostól északra terül el.
A város földrajzi fekvéséből, a járásban betöltött szerepköréből, továbbá a jelentéktelen átmenő tranzitforgalomból, az elkülönített ipari területekből adódóan nem jelentős a
zajterhelés, amik előfordulnak, azok a mezőgazdasághoz, az iparhoz és a szórakozóhelyekhez köthető pontforrások okozzák.

## Mezőgazdaság

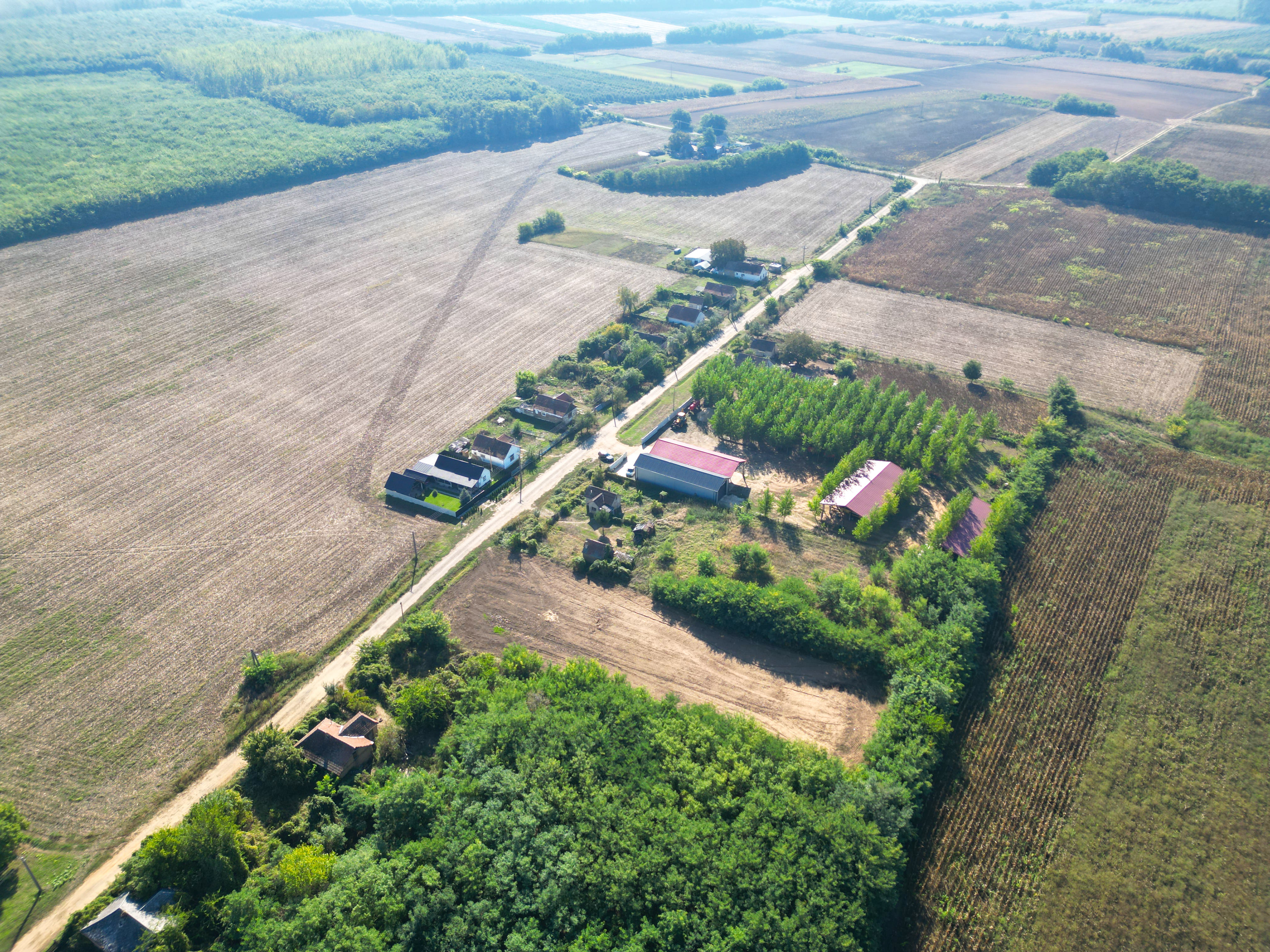
Szántóföldek és erdők Csiffytanyánál

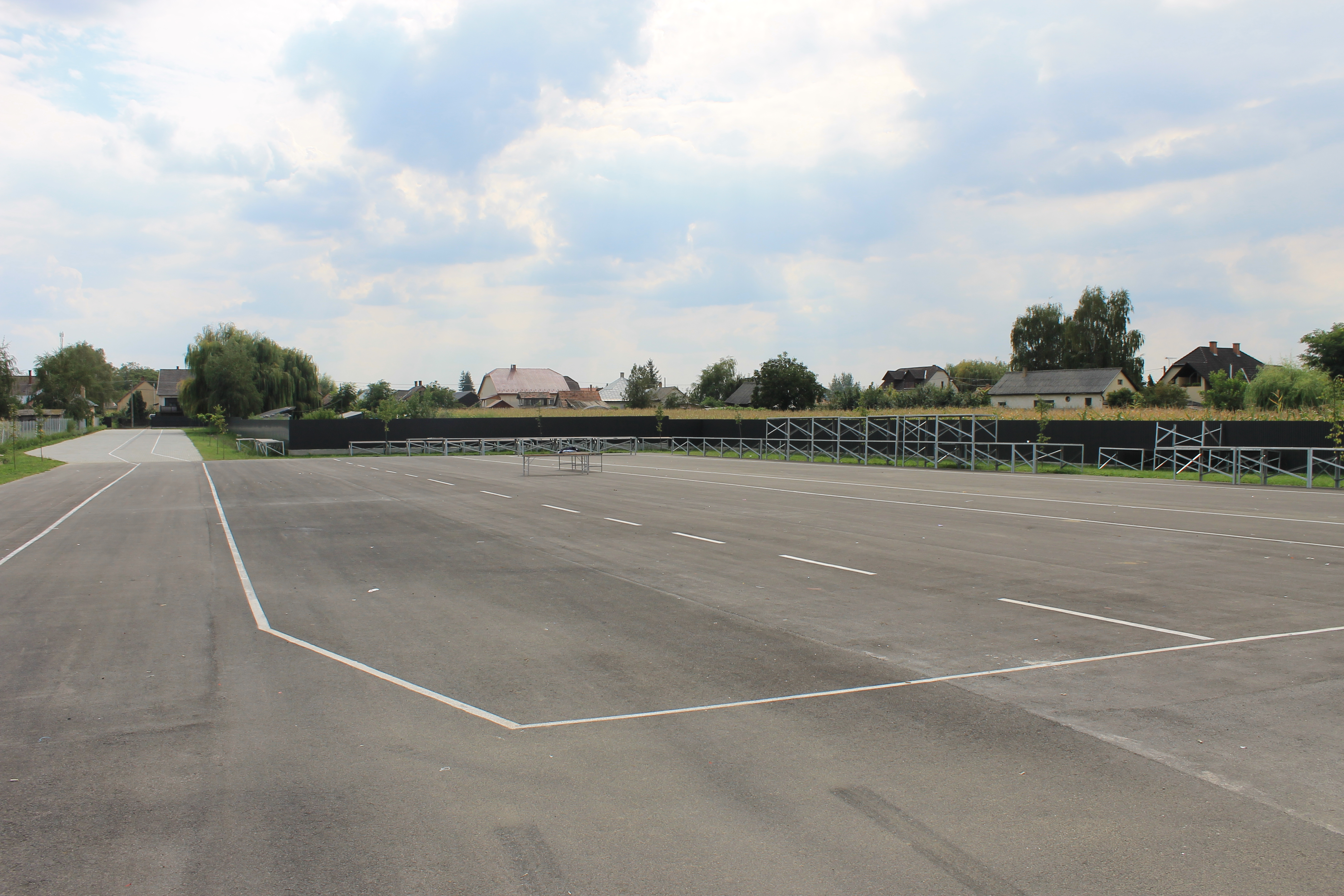
Termelői piac

Balkány nagy mezőgazdasági múltra tekint vissza, ami ma is biztosítja a lakosság jelentős részének a megélhetését. Még mindig kiemelkedő a város alma-, meggytermelése, szántóföldi növény- és zöldségtermesztése, mint például burgonya, búza, kukorica, napraforgó, paprika és paradicsom. Ennek ellenére a város közigazgatási területe nagyüzemi gazdálkodásra nem alkalmas. A város összes termőterületének jelentős részét, 52%-át szántóföldek foglalják el, ahol a szántóföldi növénytermesztésben a kukorica, a gabonafélék és a dohány termesztése a jellemző. A település termőterületének jelentős részén, kb. 30%-án erdő található. A település külterületén szétszórtan rét- és legelőterületek találhatóak, ahol leginkább az állattartás a jellemző. A település szőlőterületeinek kiterjedése évről-évre csökken, ma a szőlőtermesztés már csak a háztáji kiskertekben jellemző. Gyümölcsösök Abapuszta, Balkány, Béketelep, Csiffytanya, Görénypuszta és Perkedpuszta lakott területeinek határában jellemzőek. A helyi mezőgazdaság állapotát a nemzetgazdasági ág szerint működő vállalkozások száma mutatja be. 1999 és 2005 között a működő mező- és erdőgazdálkodási vállalkozások száma Balkányban 31,25%-kal nőtt (32-ről 42-re). Az egyéni gazdaságok számának alakulása azonban más képet mutat: 1994-ről 2000-re az egyéni gazdaságok száma 2002-ről 1777-re csökkent, mely 11%-os visszaesést jelent. Hasonló csökkenés tapasztalható a gazdaságok állandó foglalkoztatottjainak számában is.

## Egészségügyi és szociális intézmények

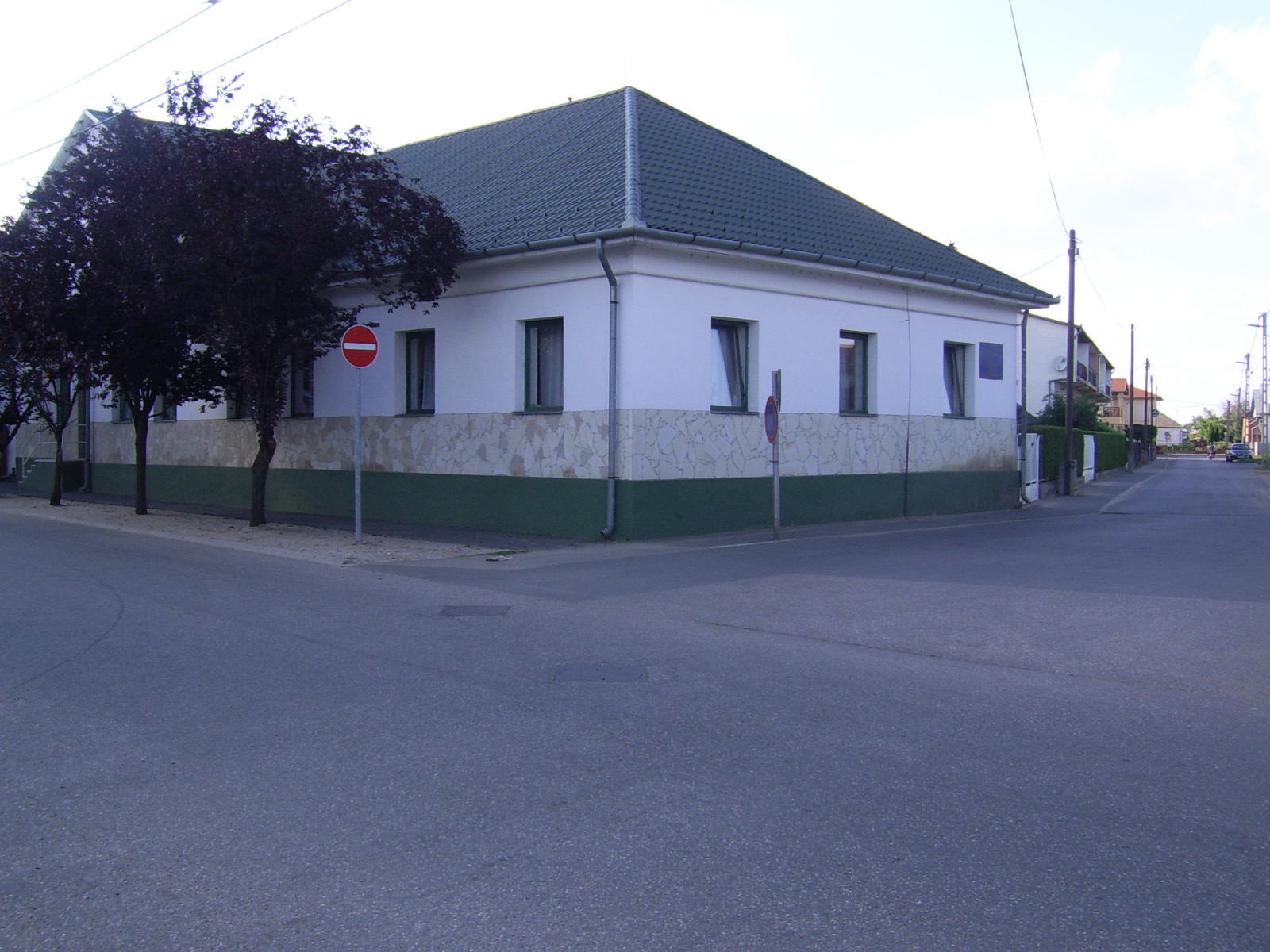
Szent Miklós Szeretetotthon és Menedékház

### Szent Miklós Szeretetotthon és Menedékház
A Szent Miklós Szeretetotthon és Menedékház 1996 januárjában nyitotta meg kapuit, a görögkatolikus egyházközség működteti. A házban 45 idős ember és 30 otthonról menekülni kényszerülő anya, leányanya és gyermek talált menedéket 2004-ben. Itt rendezték meg a 2000-es években a hagyományőrző betlehemes műsor próbáit, melynek szereplői a város lakói voltak.

### Szent Antal Idősek Otthona

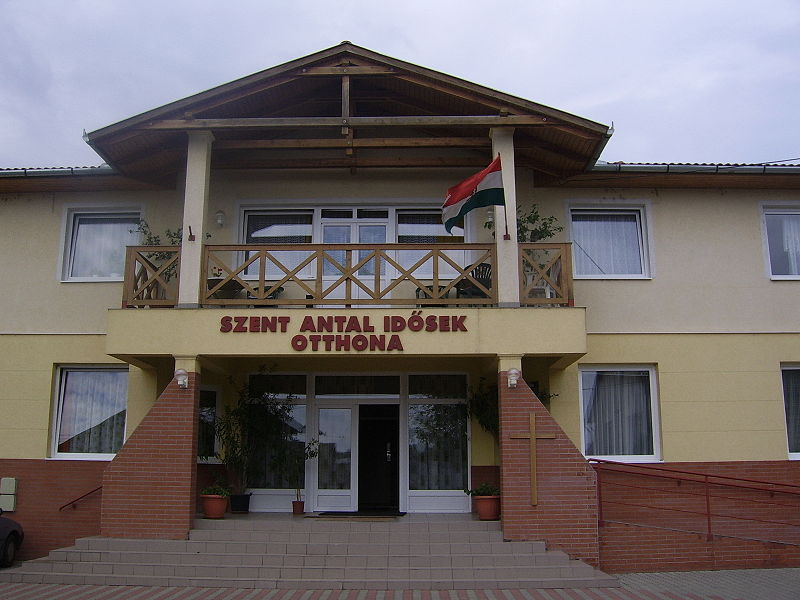
Szent Antal Idősek Otthona

A római katolikus egyház ápoló-gondozó otthont épített Szent Antal Idősek Otthona néven. A háromszintes épület rendelővel, foglalkoztatóteremmel is rendelkezik, valamint kapcsolódik hozzá egy önálló kápolna is. A kápolnát a téli hónapokban misék megrendezésére is használják. A 42 személyes otthon munkalehetőséget jelent összesen 24 helybéli.
Mindkét intézmény a kornak megfelelő színvonalú ellátást biztosít a rászorultaknak.

### Mentőállomás

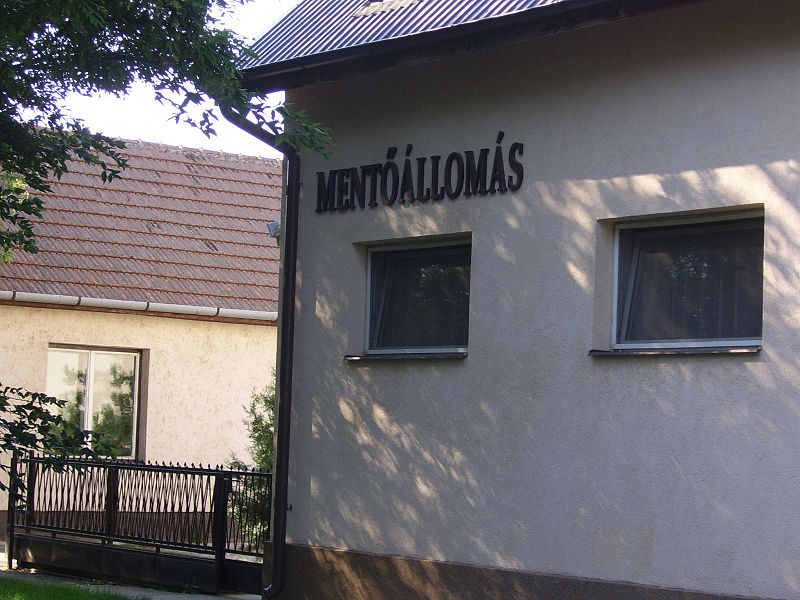
Mentőállomás

Mentőállomás 2001-től működik a városban, a Megyei Mentőszervezet 14. mentőállomásaként. Három mentőautó és egy esetkocsi áll rendelkezésre. Közvetlen ellátási területe – Balkányon kívül – Bököny, Geszteréd és Szakoly községek, 20 000 lakossal. 2002-ben további nyolc település csatlakozott a mentőállomáshoz alkalmi és esetfeladatok ellátására, így közel 50 000 lakos ellátását biztosítja.

### Egészségügyi Központ

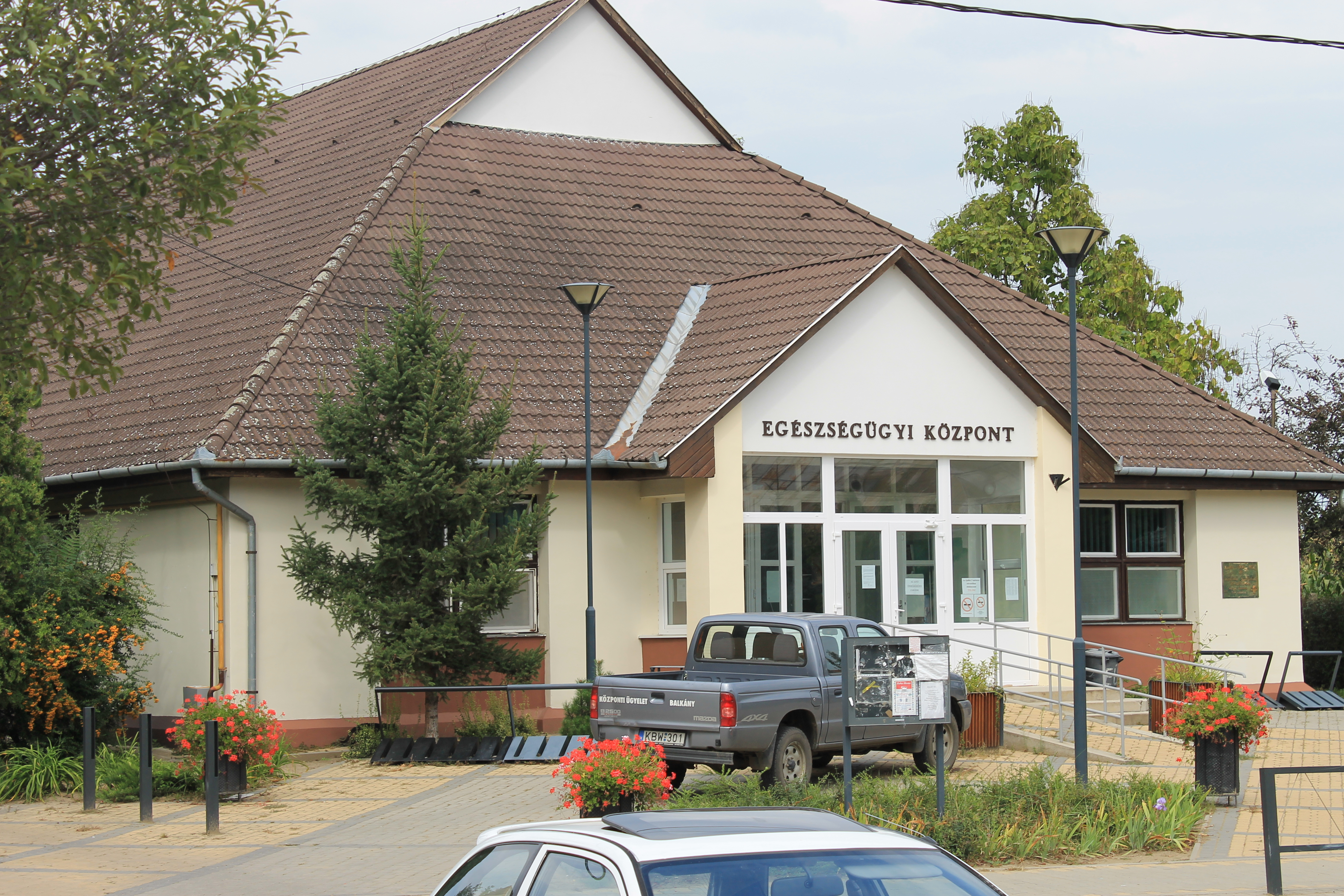
Egészségügyi központ

A betegellátást az Egészségügyi Központban működő háziorvosi, gyermekorvosi, fogorvosi és védőnői szolgálat, központi orvosi ügyelet, valamint heti rendszerességgel szülész-nőgyógyász és fizikoterápiás szakrendelés magas színvonalon biztosítja. Évente kétszer szemész szakorvos számítógépes szemvizsgálatot tart.

### Szociális és Gondozási Központ
A szociális feladatok ellátását az 1994-ben alakult Szociális és Gondozási Központ 50 dolgozója látja el. A szociális alapellátási feladatokat végzők látják el a tanyagondnoki szolgálatot is.

## Oktatási és művelődési intézmények

### Iskolák
Balkányban és Abapusztán már az 1800-as évek végén egy középfokú intézmény gyakorlókertje működött, a helyi zsidó iskolában pedig rabbiképzés folyt.

#### Balkányi Szabolcs Vezér Általános Iskola és Alapfokú Művészeti Iskola
A balkányi iskola első igazgatója Kovács András volt 1950-ben. Az intézmény akkor még az 1. számú Körzeti Iskola nevet viselte. Az 1975-ben átadott iskolát újabb 8 tantermes szárnnyal bővítették 1981-ben, amely 1994-től a Szabolcs Vezér nevet viseli. Ebben a tanévben kezdődött a zeneoktatás népzene, zongora, gitár, furulya, trombita, fuvola, fife és hegedű tanszakon. A mindennapos testnevelés keretében néptáncot és társastáncot is oktatnak. Az angol és a német nyelv oktatását nyelvi labor, az informatika és az internet használatát két jól felszerelt szaktanterem segíti, melyeket 2006. november 10-én adtak át további hat új tanteremmel együtt. Ez utóbbiakat a régi B-szárnyból alakították ki. 2007. szeptember 3-án négy újabb tanteremmel bővült az intézmény, és az 1981-ben épült E-szárnyat is átalakították. 2008. január 23-án étkezhettek először a balkányi diákok az új ebédlőben. 2008. szeptember 1-jén átadásra került majdnem az egész intézmény, mivel ezután kezdődtek el a tornacsarnok építési munkálatai, amit végül 2010. november 25-én adtak át. Ezzel a teljes komplexum felújítása befejeződött. 2012-ben, amikor állami kézbe került az oktatási intézmény, akkor a Szabolcs Vezér Oktatási Központ nevet Balkányi Szabolcs Vezér Általános Iskola és Alapfokú Művészeti Iskolára változtatták.
Testvériskolák:
- Petőfi Sándor Általános Iskola (Lázári,  Románia, Szatmár megye)
- Gimnazjum im. Adama Mickiewicza w Słopnicach (Słopnice,  Lengyelország, Kis-Lengyelország)

#### 2. számú Körzeti Általános Iskola
A Körzeti Általános iskola a tanyavilág központjában helyezkedik el. Az első iskola építése 1924-ben történt az akkori Koczoghtanyán. 1934-ben egy újabb tanteremmel bővült, majd 1960-ban egy akkor modernnek számító két tantermes szertárral és irodahelyiséggel, valamint egy szolgálati lakással rendelkező újabb iskola épült. Ettől az évtől kezdve teljesen osztott 8 osztályos iskolaként működött. 1990-ben jelentősebb iskolabővítésre került sor, három korszerű tantermet, új bútorokat és a kor követelményeinek megfelelő mosdókat kapott az intézmény. 2000 óta itt is volt zeneoktatás. A 2010-es évek során véglegesen megszűnt az oktatás az intézményben. Az itt dolgozó pedagógusokat, valamint az ide járó diákokat a balkányi általános iskola vette át.

### Városi Nyilvános Könyvtár

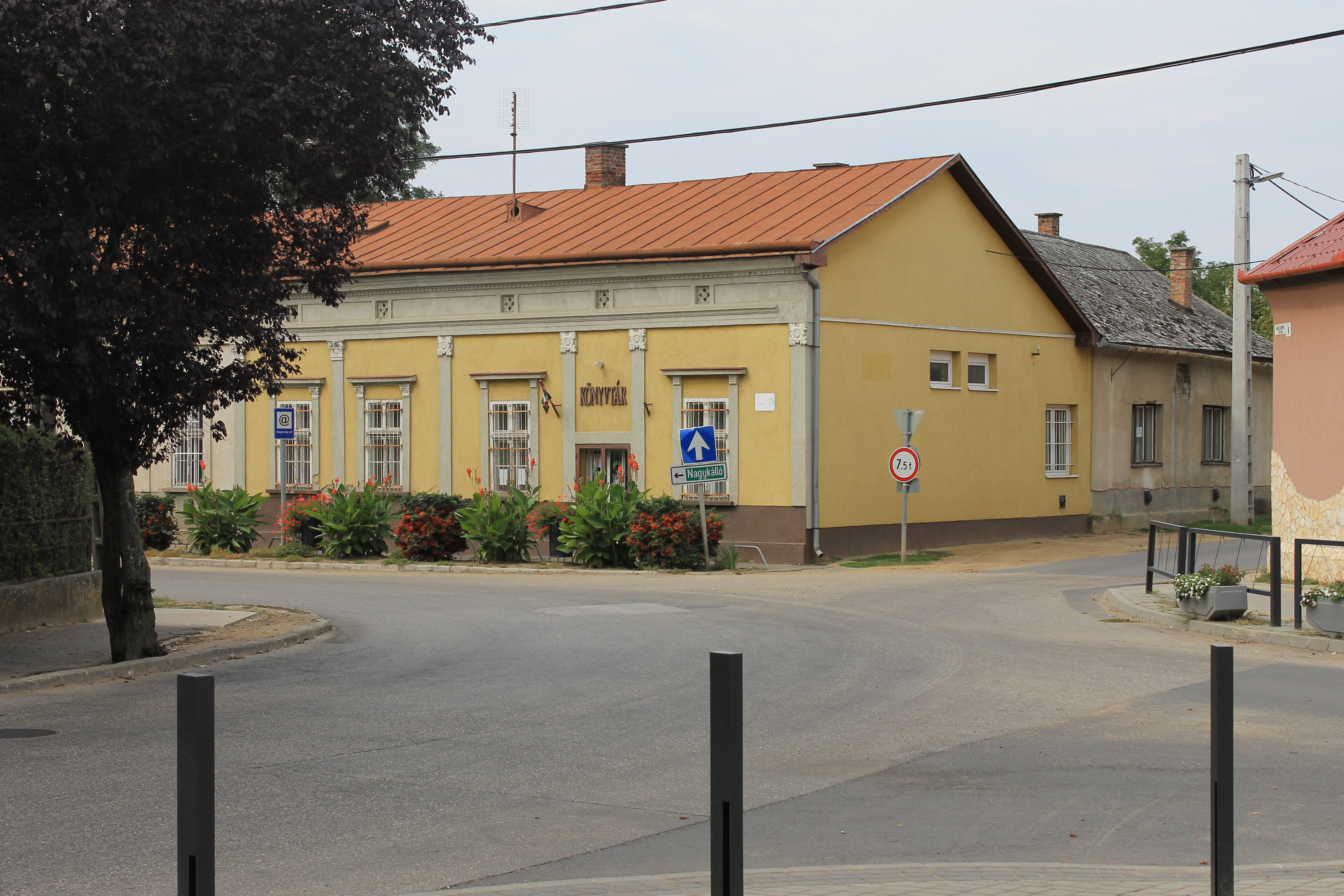
A Városi Könyvtár és Teleház

A Városi Könyvtár (aminek régen Váci Mihály volt a névadója) 32 000 kötettel, friss irodalmi és szakmai folyóiratokkal várja az olvasókat. A könyvtárban minden évben megrendezik az író-olvasó találkozót, a versíró pályázatot és a rajzversenyt. A könyvtárban teleház is működik, ahol hét számítógép és internet biztosítja az információkhoz való széles körű hozzáférést.

### Bóbita Bölcsőde

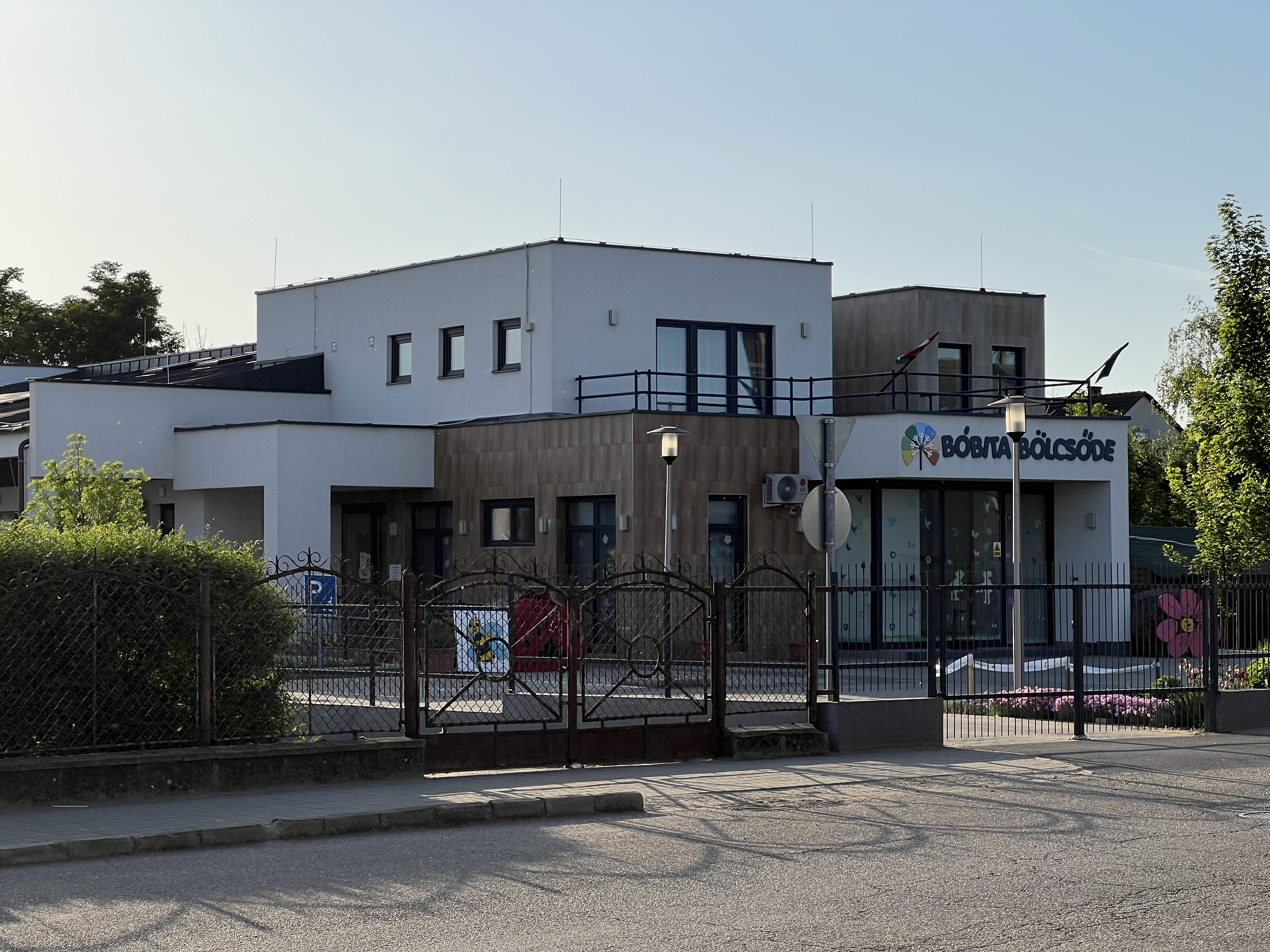
Bóbita Bölcsőde

A balkányi Bóbita Bölcsőde hivatalos átadója 2020. július 15-én volt, az alapkövének letételére 2018 szeptemberében, Balkány Város napján került sor. Az akadálymentesített és környezetbarát épületet három csoportszobát foglal magában, valamint 36 gyermeket befogadására alkalmas.

### Barackvirág-, és Szent Jácint Görögkatolikus Óvoda

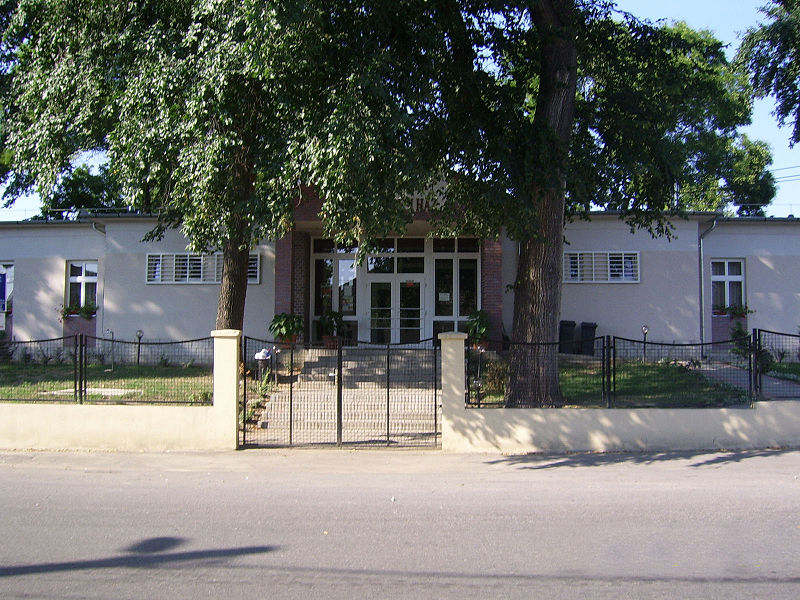
József Attila Művelődési Ház

Az első kisded óvoda 1909-ben létesült, ahol Szentgyörgyi Amália volt az egyetlen óvópedagógus. 1973-tól az óvoda önálló intézménnyé nőtte ki magát. A növekvő igények következtében 1980-ban bővítették, jelenleg az óvoda négy egységben, (Balkány–Fő u., Balkány–Szakolyi út, Abapuszta, Cibak) 10 csoporttal működő önálló intézmény, ahol 37 szakképzett dolgozó látja el a 270 gyermeket. 2011. május 2-től a Balkányi Görögkatolikus Egyházközség vette át az abapusztai, cibaki, és Fő utcai óvodák üzemeltetését. Az önkormányzat kezén a Szakolyi úti intézmény maradt meg. Az egyházi óvodák névadója Szent Jácint lett. Az abapusztai és cibaki óvodák később megszűntek.

### József Attila Művelődési Ház
Balkány kulturális életének szervezésében az oktatási intézmények, a könyvtár és a művelődési ház játszanak meghatározó szerepet. A József Attila Művelődési Ház előadások, irodalmi estek, tanfolyamok, konferenciák helyszínéül szolgál, valamint szakkörök és klubok is otthonra találnak itt. A művelődési házban állandó honismereti kiállítás is látogatható. Az épületet 2004-ben teljesen felújították. Jelenleg itt üzemel a Kormányablak helyi kirendeltsége.

## Templomok
Balkány városában négy templom áll (görögkatolikus a városban és Abapusztán, római katolikus és református), emellett négy környező tanyában (Tormáspuszta, Görénypuszta, Perkedpuszta, Cibak) ökumenikus imaház működik. 1939-ig zsinagóga is volt a faluban, épületében ma postahivatal működik.

### Görögkatolikus templom
Az 1977-ben épült új kápolna 1990-re templommá nőtt, befogadóképessége megháromszorozódott: szentély, kereszthajó, sekrestye, karzat, torony jelentette a bővítést, azóta pedig évről évre szépül. Néhány éve készült el az ikonosztázion, 2000-ben pedig a falak is díszbe öltöztek. Balkányban ez a legelterjedtebb vallás, mivel 1300 hívőt tart nyilván.

### Római katolikus templom

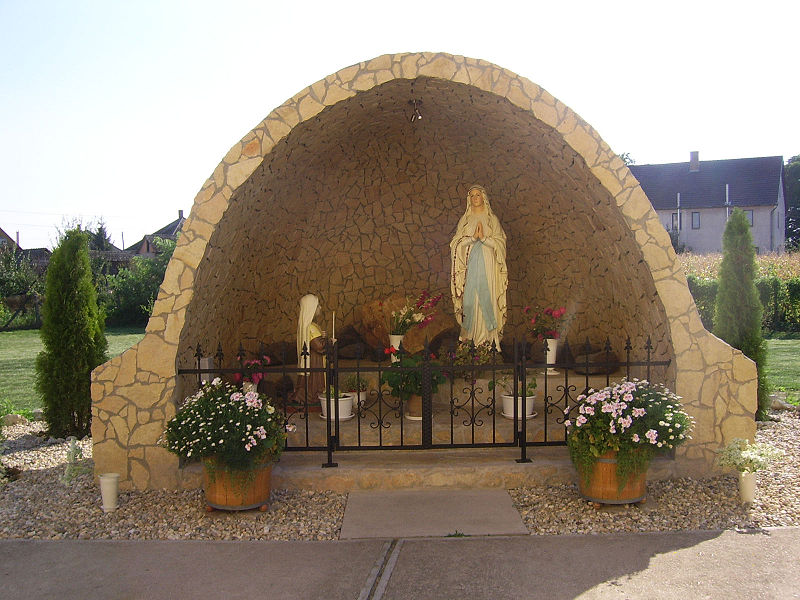
Lourdes-i barlang a római katolikus templomkertben

Az 1937 novemberére felépült új római katolikus templomot a Magyarok Nagyasszonya tiszteletére szentelték. A templom melletti paplakot 1840-ben már mint régi kulturális épületet említették. A templom másik oldalán található lourdes-i barlangot 2007-ben újították fel. Az egyház nyilvántartott híveinek létszáma 1106 fő.

### Református templom
Balkány középkori történetének legjelentősebb tárgyi emléke a mai református templom. A 14. század első harmadában már állnia kellett, mivel 1328-ban András nevű papját említik, aki a pápai tizedjegyzékben is szerepel. A 16. században említést tesznek arról, hogy pusztahelynek van feljegyezve. A templom történetében ennek igen nagy a jelentősége, mert feltehetően ekkor állhat hosszabb időn keresztül használaton kívül a még a 15. században is működő épület, ugyanis a reformátusoknak először fatemplomuk volt: „Balkan, ligneum Calvinistarum 1696?” Ez a fatemplom bizonyára már nem volt javítható, és feltehetően a 18. század elején állították helyre az üresen álló régi templomot. Azonban 1772-ben már zsindelyfedelének megújítására kérnek engedélyt. Tornya aligha lehetett, mert alacsony harangláb állt mellette, amely 1766-ban romladozó állapota miatt oszlopokkal volt megtámasztva. A templom külső falában Gencsy Sámuel epitáfiuma található, 1872-ből. Az épület keleti homlokzata elé a 19. század elején emelték a mai háromszintes, téglából épült harangtornyot.
Az építmény jellege szabadon álló, egyhajós, egyenes szentélyzáródású, támpilléres templom. A nyugati homlokzat sarkain átlós támpillérek állnak, középen elfalazott, félköríves ajtó. A homlokzaton lefaragott lizénák nyomai vehetők ki. A déli homlokzat bejárata felett szamárhátíves, gótikus szemöldökkő orommezejében faragott virágdíszítés van. Tőle jobbra fenn befalazott, valószínűleg még középkori ablak látható. A keleti homlokzat elé, amelyet feltehetően hosszabbítottak, a 19. században háromszintes tornyot építettek. A templombelső mai állapota 1829-ből való, ami teknőboltozattal fedett. A padjai barokk stílusúak. A szószék a 19. századból való, aminek a hangvezetője gazdagon faragott.
Balkányban ma 1007-en vallják magukat reformátusnak.

## A Gencsy-kastély

### A kastély

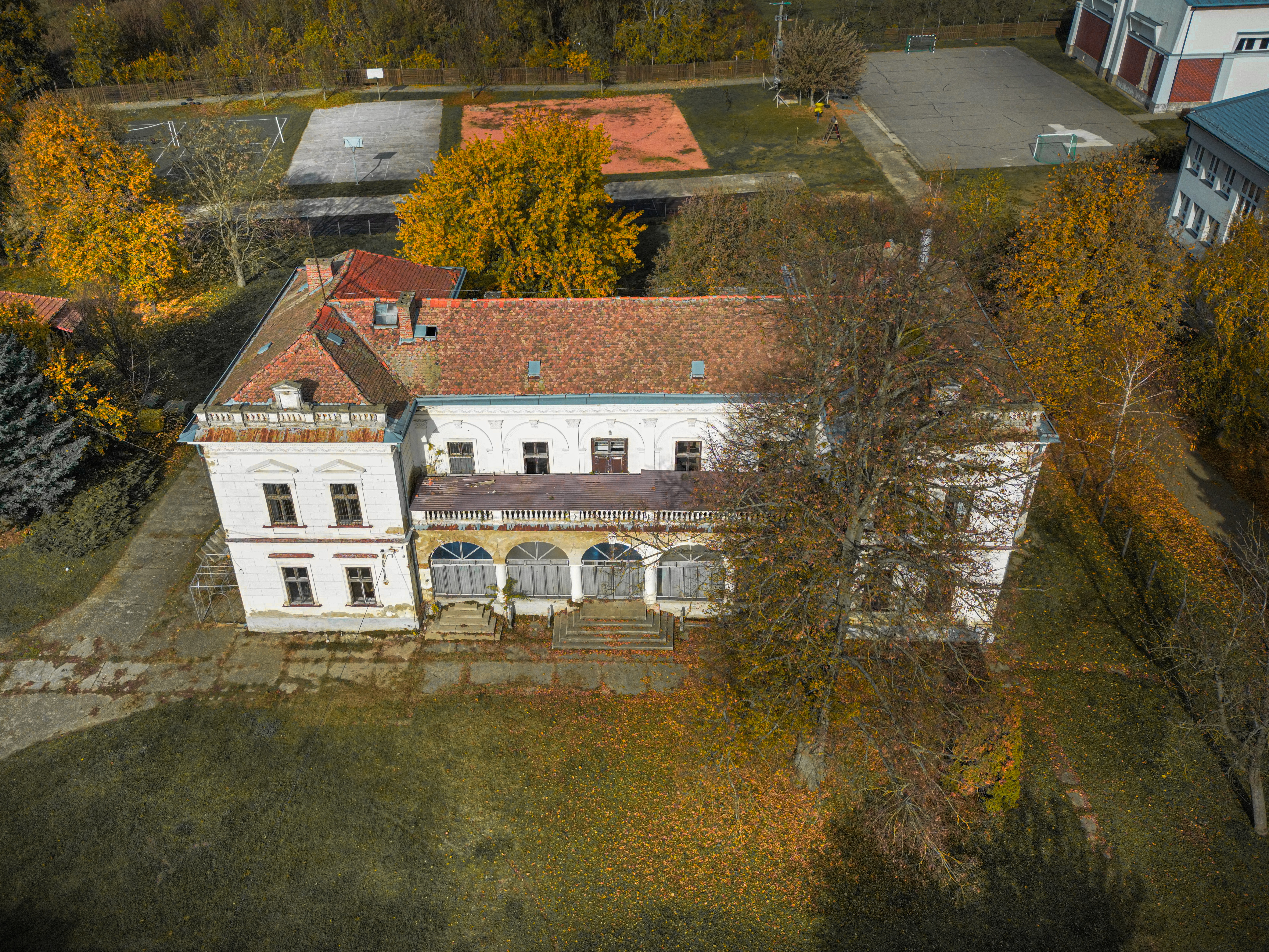
A Gencsy-kastély felülnézetből

A kastély 1774-ben épült, azonban a története régebbre vezethető vissza. Korabeli feljegyzések megemlítenek két kúriát a településen, melyek kapcsolatban állhattak vele. 1670-ben állt már Balko Pál kúriája: „Egi Szabad Nemes Curia … Egi saraz Sindelyes malom.” 1676-os dátummal Bori Mihály nemesi kúriájáról is van leírás: „Curia nobil, lignea elevatior Scandularis, constans ex hypocausto, atrio, Camera, domus familiaris stramine tecta constat hypocausti, atrio et Camera … sunt stabula … (Portiones possesionarial Mich. Bori).”
Azt, hogy a ma álló, 1774-ben emelt épületet a korábbi épületek helyén emelték-e, nem tudjuk bizonyosan. Arra vonatkozóan van adat, hogy a földszintes ház alapját 1774-ben Gencsy Sámuel vette meg, de a 19. század második felében Gencsy Béla egy szinttel megemeltette és átalakíttatta. A munkálatokat a nagykállói volt vármegyeháza olasz építőmestere, Salvatore Aprilis irányította. A Gencsy-kastély barokk eredetű épület. 2007-ig gyermekotthonként működött, távlati tervként az ingatlan valamilyen intézeti vagy idegenforgalmi funkciókkal is hasznosítható.
Balkány temetője őrzi Gencsy Sámuelné Losonczy Borbála klasszicista síremlékét, melyet a fia állíttatott, 1811-ben. Négyszögletes talpazaton hengeres, vájatolt törzs, felette peremmel ellátott kúpos obeliszk, rajta a család címere. A klasszicizáló eklektikus sírbolt a Gencsy családé. Négyzetes alaprajzú, mind a négy oldala erőteljes timpanonnal zárul.
A Gencsy-kastély szabadon álló eklektikus épület. Téglalap alaprajzú, egyemeletes 2+5+2 tengelyes épület, középső részén négyoszlopos beüvegezett árkád, feljárati része hármas tagolású 5-5 lépcsővel. Emeleti beugró erkélyét balusztrád zárja le, ugyanezt a díszítést alkalmazták az épület két sarokrizalitjának attikáján is.

### Jelene
A kastélyban 1951-től 2007-ig állami gyermekotthon működött.
Az eltelt évtizedek alatt többször változott az elhelyezett gyermekek korcsoportja. A 60 helyen 3–24 éves korú gyermekek, többnyire testvérek laktak a kastély épületében és a hozzá tartozó két lakásotthonban; az egyik a kastély kertjében, a másik az Adonyi utcában jelenleg is működik. Az általános iskolások a Balkányi Szabolcs Vezér Általános Iskola és Alapfokú Művészeti Iskolában, a középiskolások pedig a közeli városokban, vagy a helyi szakiskolában tanultak tovább.
A gyermekotthon 37 balkányi lakosnak biztosított munkalehetőséget. Fenntartója Szabolcs-Szatmár-Bereg megye Önkormányzata volt. 2009. január 14-én Seszták Oszkár – a megyei közgyűlés elnöke – átadta Pálosi Lászlónak – Balkány polgármesterének – a kastély kulcsát, ezzel jelezve, hogy a Gencsy-kastély innentől kezdve a város tulajdonába került. Azóta a város vezetője többször ígéretet tett a kastély felújítására és hasznosítására, azonban ez idáig elmaradt. Jelenleg egy folyamatosan romló, lepusztult állapotban van az épület.

## A Gödény-kúria
A balkányi Gödény-kúria a nemes gödényházi és farkasfalvi Gödény család balkányi ága tulajdona volt a szocialista államosításig. Azután az épületben több családot is elhelyeztek, jelenleg rendőrőrs szolgál benne. A 2000-es években a kúria egyik végében (Adonyi út) alakították ki az Okmányirodát, melyet a 2010-es években bezártak, funkcióját a művelődési ház épületében megnyitott Kormányablak vette át.

## Népi építészet
A környező községekhez képest polgáriasodottnak tűnő városkép a viszonylag nagyméretű házaknak, a századfordulót megelőzően már felhasznált és a paraszti gyakorlatban aránylag ritkán előforduló építési anyagoknak (tégla, bádoglemez – korábban zsindely – tetőfedés stb.), valamint az ehhez igazodó változatos (és színezett) architektúrának köszönhető. A városba hagyományosan nagyszámú iparosréteg költözött.
A méreteltérésektől függetlenül a főbb építészeti anyag itt is a sárral tapasztott föld volt, amiből villával rakott (fecskerakásos) vagy karóvázas (mereglyés) földfal, favázas patics-, vert- és vályogfal készült. Főleg a volt uradalmi központok új házai sokszor ma is hagyományos technikával, elsősorban vert- vagy vályogfallal épültek. A falakra szarufás tetőszerkezet, erre nád (az egyszerűbbnél szalma), később fémlemez, majd cserép héjazat került.
A lakóházak ritkábban két- (Erkel u. 5.), gyakrabban háromosztatúak. Az utcai szoba (nagyvíge) + pitvaros konyha + kamra (vagy kisház) alaprajzhoz kályhás-kemencés, szabadkéményes tüzelőberendezés tartozott. Az 1950 körüli nagy átépítések során ezek nagy részét megszüntették, de egy-egy fakémény (Jókai u. 19.), tapasztott sövényből készült kéményfej (Ady Endre u. 35.), lapadolt kéménysátor még ma is látható.

## Sport
A Balkányi Sport Egyesület 1936-ban alakult Balkányi Törekvés néven. A keret összetétele vegyes, de pár rutinosabb labdarúgó is helyet kap a klubban, mint például Igor Bogdanović, ötszörös jugoszláv válogatott, aki 2015 és 2019 volt tagja a csapatnak. Az együttes jelenleg a Szabolcs-Szatmár-Bereg vármegyei I. osztályban szerepel, legnagyobb sikere eddig az NB III-beli Tisza csoportban elért első helyezés a 2006/2007-es szezonból. A klub színei a kék és a fehér.

## Neves emberek

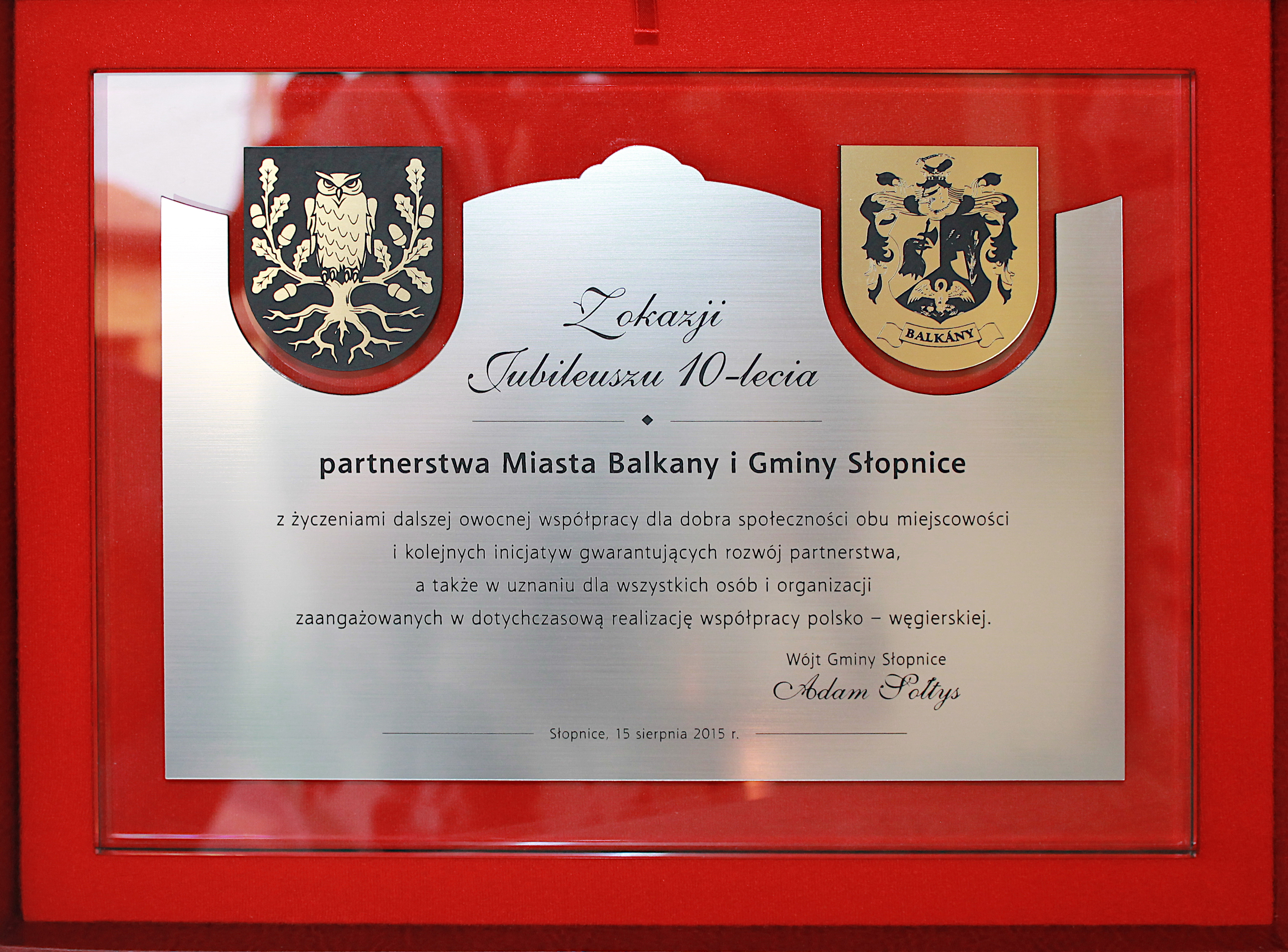
A Słopnice és Balkány közötti testvértelepülési szerződés megújítására, a tízéves jubileum alkalmából készített emlékplakett

Balkány városának több díszpolgára van: 2006-ban a Szabolcs-Szatmár-Bereg megyei Közgyűlés akkori elnökét, Gazda Lászlót jutalmazta a címmel a képviselő-testület. Korábban Szántó János, dr. Halmay Balázs és Dankó József részesült hasonló elismerésben. 2008. szeptember 20-án dr. Szilágyi Zsoltot és Ungvári Sándort választották Balkány díszpolgárává, 2013-ban  posztumusz kitüntéssel ismerték el a település első polgármesterének, dr. Kun Bertalannak és dr. Lovas Imre állatorvosnak a Balkányért tett áldozatos munkáját. 2014. szeptember 6-án Madár János, Várdy Huszár Ágnes és Szöllősi Zoltán kapta meg ezt az elismerést, míg 2015-ben dr. Budai Gyulát, Rákos Imrét és Vitai Lászlót tüntették ki. 2016-ban Jaczkó Sándor, nyugalmazott görögkatolikus esperes részesült a díszpolgári címben, majd egy évvel később Horváth István római katolikus áldozópap posztumusz kapta meg a kitüntetést. 2018-ban Balkány lengyelországi testvérvárosának, Słopnicének a polgármestere, Adam Soltys részesült a díjban, majd 2021-ben a térség fideszes országgyűlési képviselője, a nyírbogáti Simon Miklós lett a város díszpolgára. Legutóbb 2024-ben osztották ki a díjat, melyet Oláh János, alpolgármester kapott.
A helyi általános iskolában taníott a 4 for Dance együttes két tagja, Bárány Kristóf és Gál Sándor, továbbá balkányi lakos még Vasas Vanda is, aki a 2013-as magyarországi kerekesszékes szépségverseny győztese volt.

### Itt születtek
- Benedek János újságíró, költő, nemzetgyűlési képviselő, 1863. január 6-án
- Hajdu Frigyes műfordító 1873. augusztus 6-án
- Várdy Huszár Ágnes professzor, irodalomtörténész és regényíró 1943. január 3-án
- Madár János költő, író 1948. szeptember 16-án

## Testvérvárosok és partnervárosok
Testvérvárosok

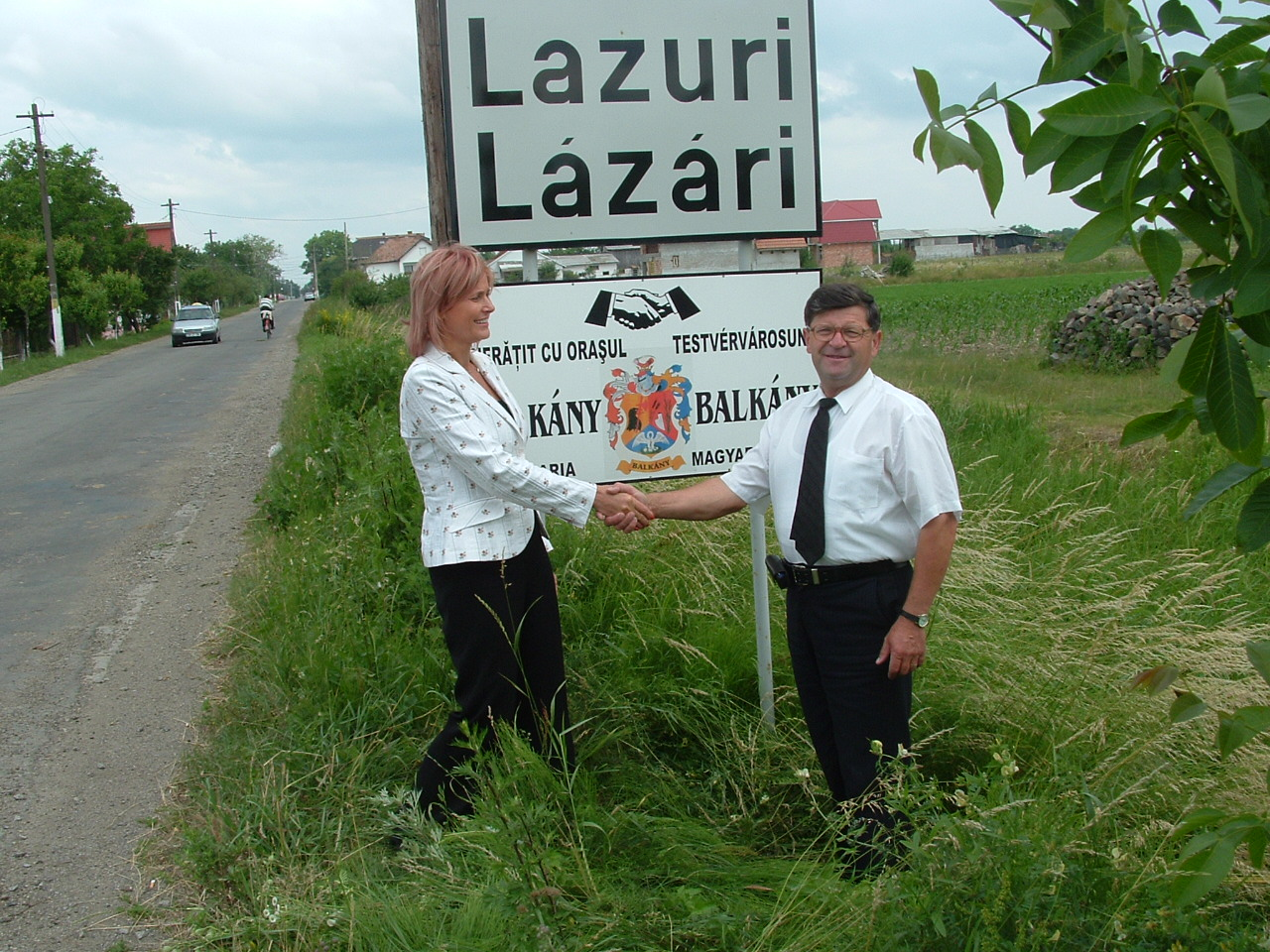
Marjánné dr. Rinyu Ilona, Balkány polgármestere és Lengyel István, Lázári polgármestere 2004-ben

- Lázári, Románia, Szatmár megye (2002)
- Słopnice, Lengyelország, Kis-Lengyelország (2005)

Partnervárosok
- Chlebnice, Szlovákia, Zsolnai kerület
- Zajta, Magyarország, Szabolcs-Szatmár-Bereg

2007 szeptemberében testvérvárosi kapcsolat jött volna létre Balkány és a szlovákiai Chlebnice között, de akkor a szerződés aláírása elmaradt. A két település, illetve a magyarországi Zajta azóta partnervárosi kapcsolatot ápolnak egymással. 2015. augusztus 15-én a tízéves jubileum alkalmából Słopnice és Balkány vezetői megújították a testvérvárosi szerződést. Az aláírásra a lengyel községben került sor, ahol Pálosi Lászlót, Balkány polgármesterét Słopnice díszpolgárává avatták.

## Források

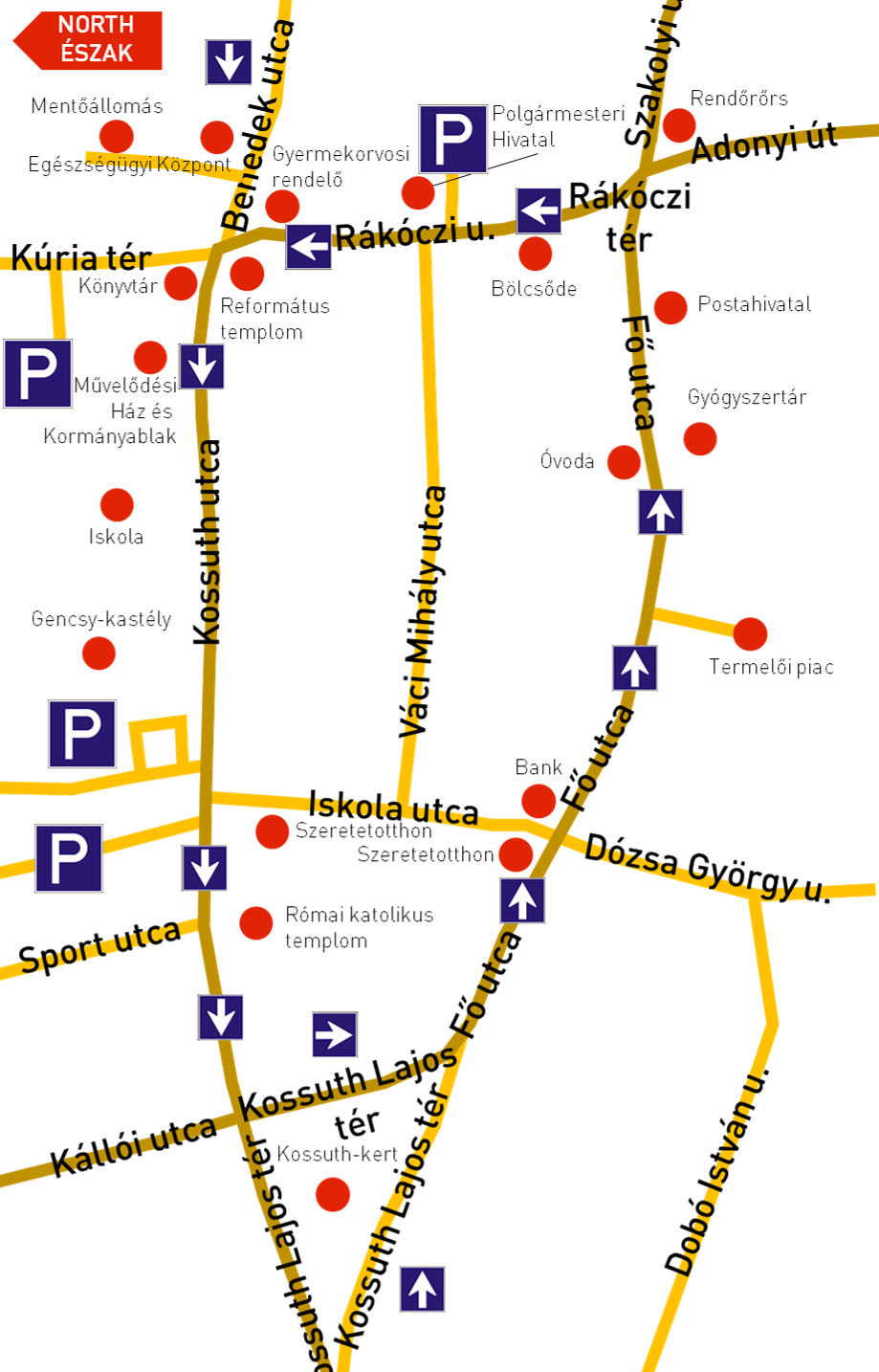
A balkányi belváros térképe